# 訃報 2020年9月
訃報 2020年9月（ふほう 2020ねん9がつ）では、2020年9月に物故した、又は物故が報じられた人物についてまとめる。

## (1日 - 15日)

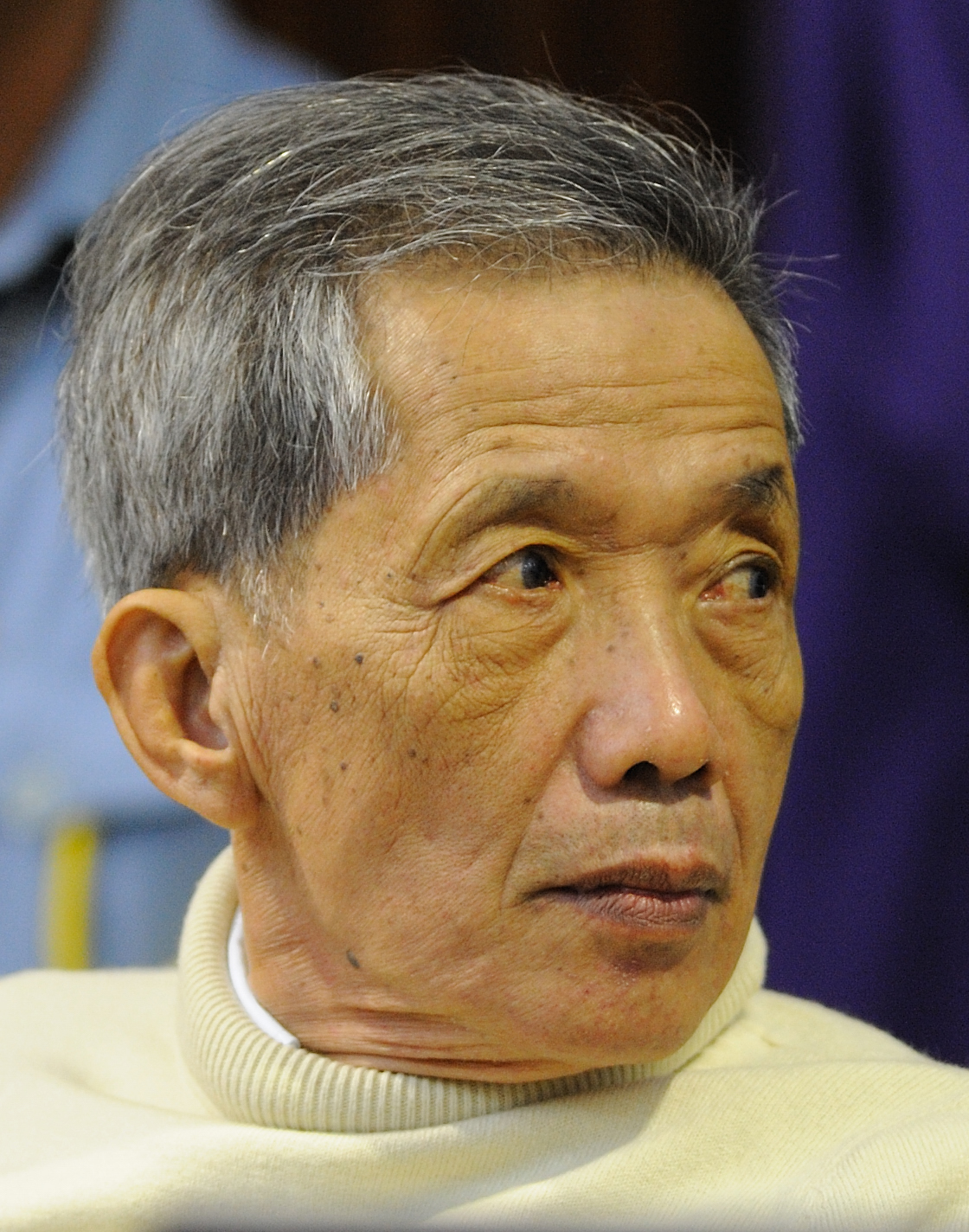
カン・ケク・イウ／9月2日没

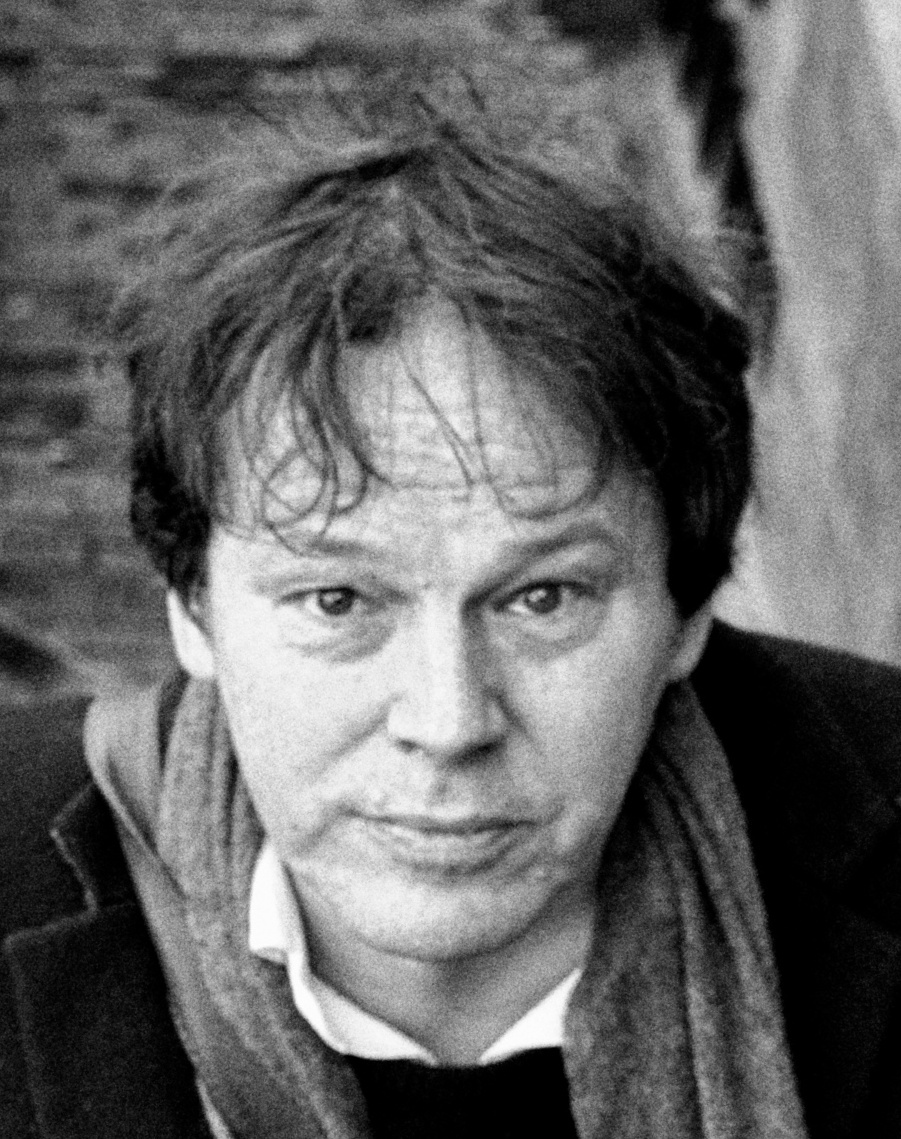
デヴィッド・グレーバー／9月2日没

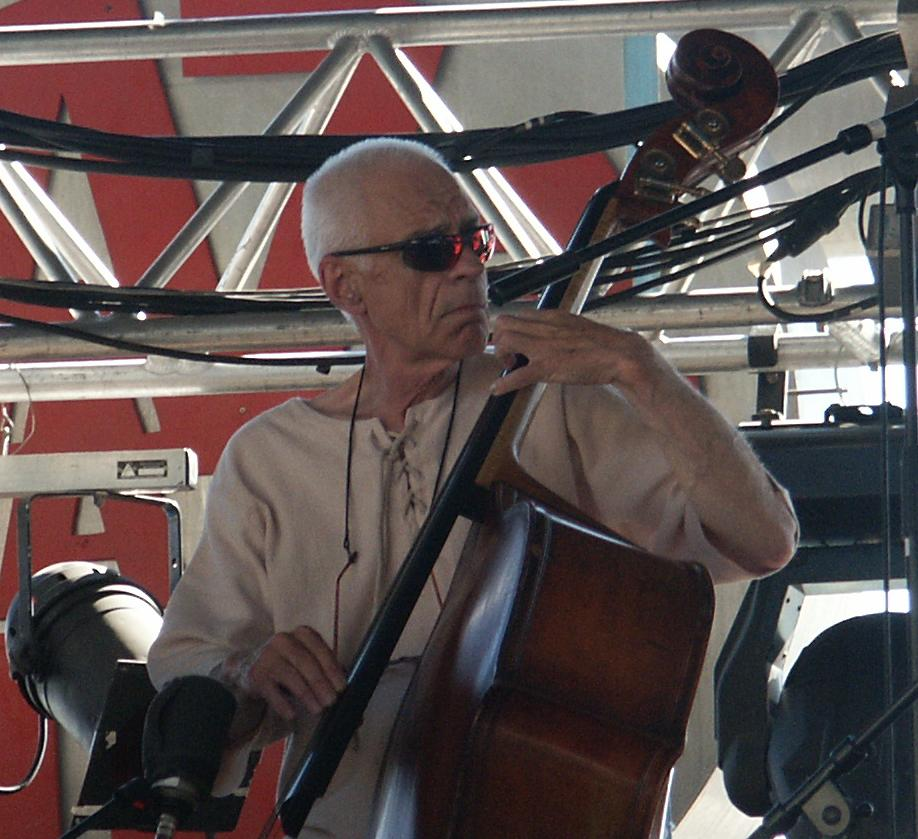
ゲイリー・ピーコック／9月4日没

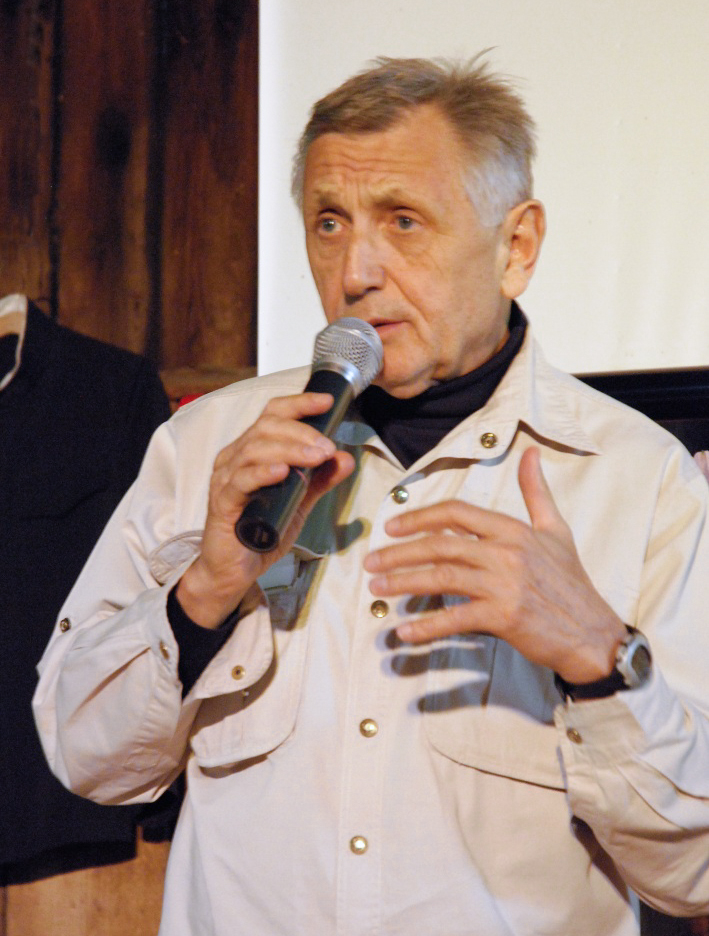
イジー・メンツェル／9月5日没

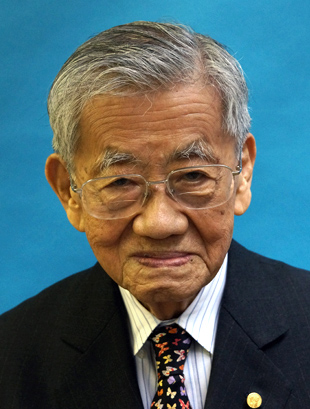
杉村隆／9月6日没

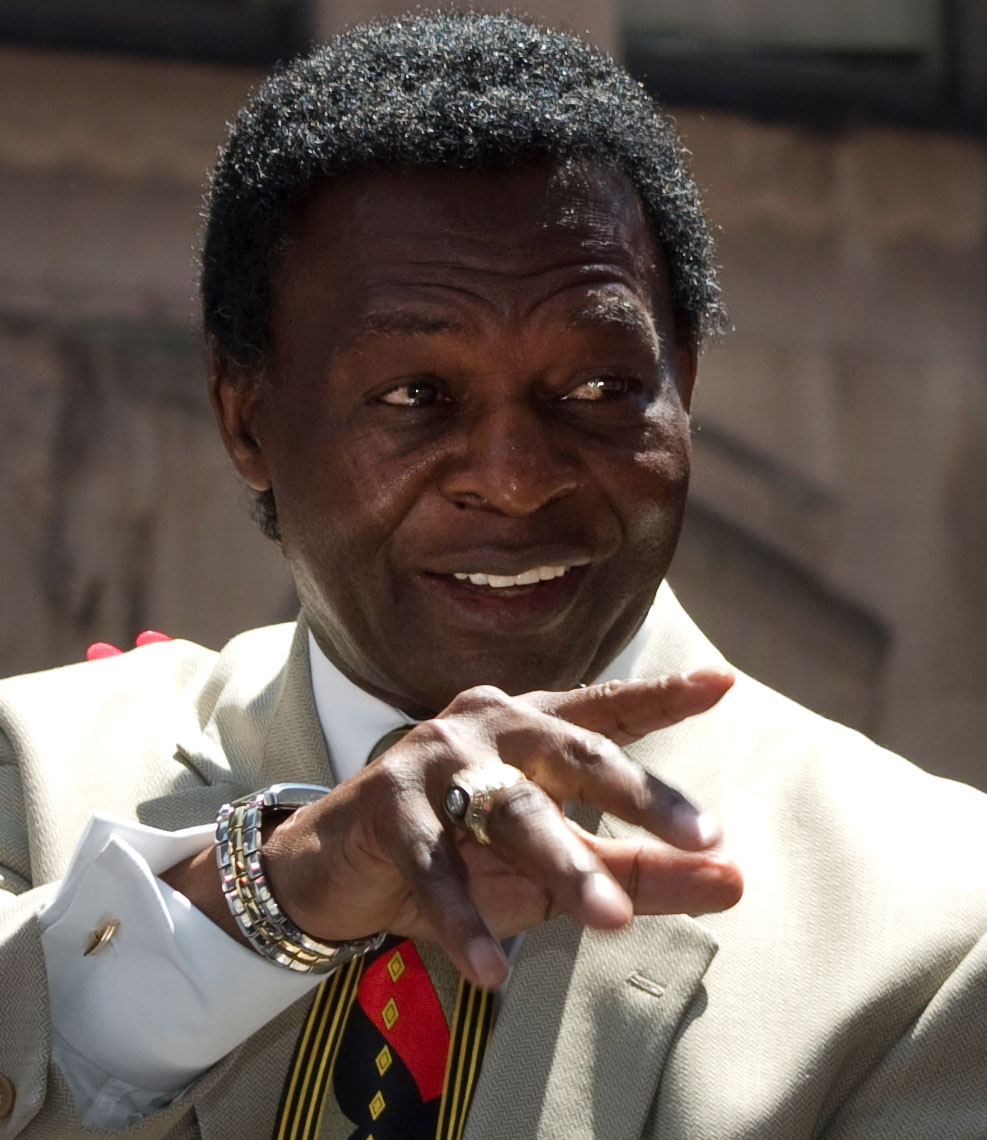
ルー・ブロック／9月6日没

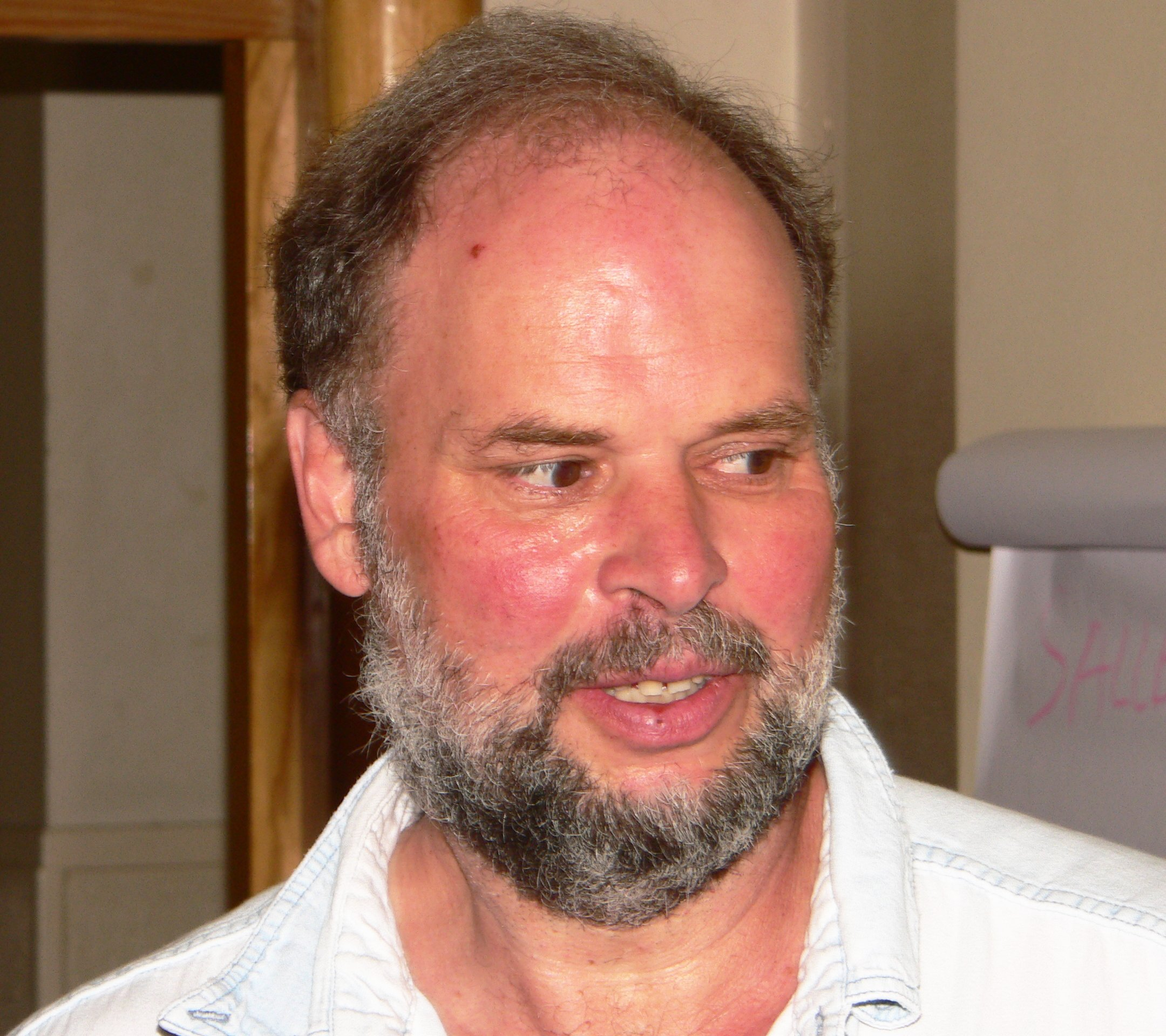
ヴォーン・ジョーンズ／9月6日没

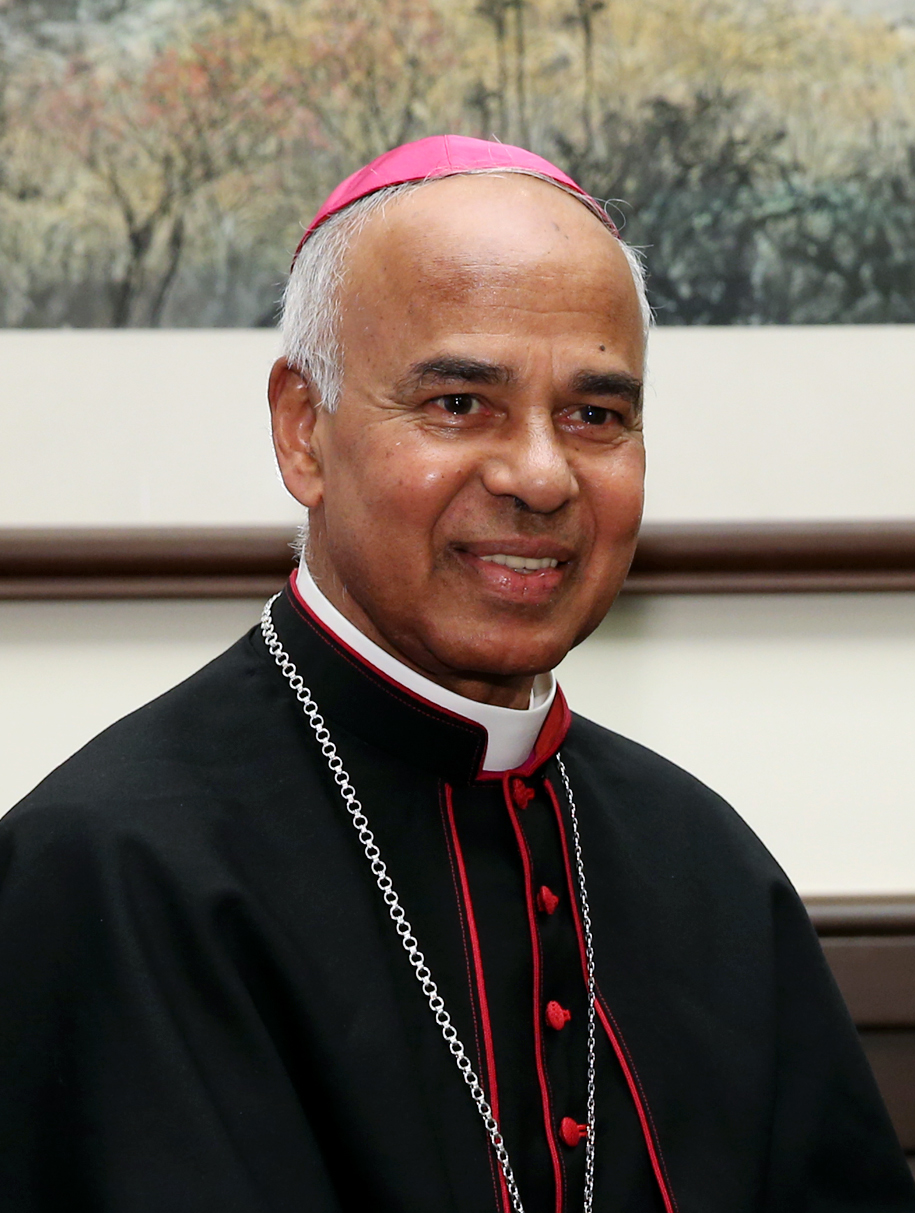
ジョセフ・チェノットゥ／9月8日没

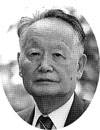
源了圓／9月10日没

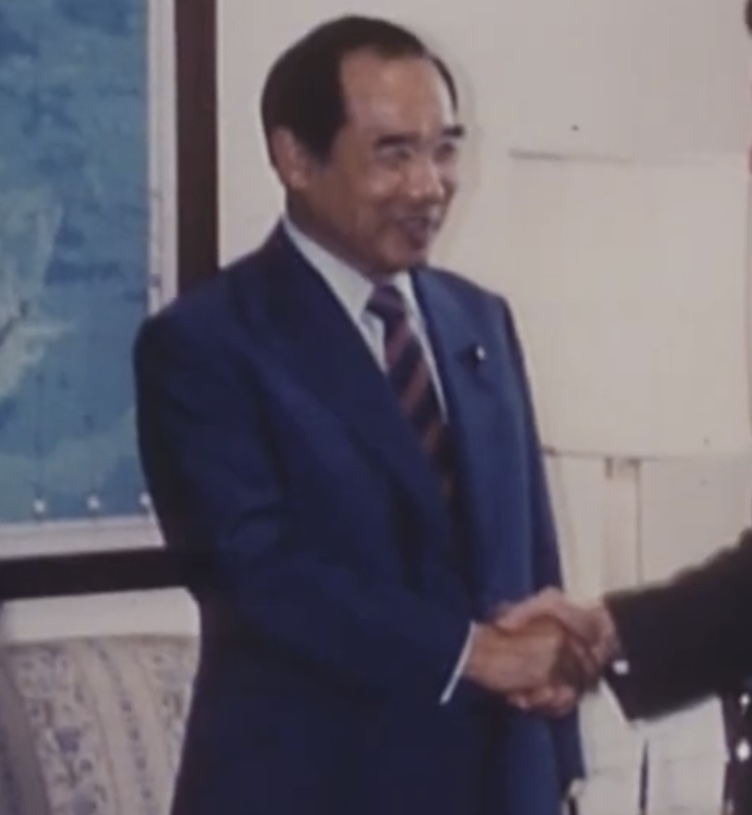
村上正邦／9月10日没

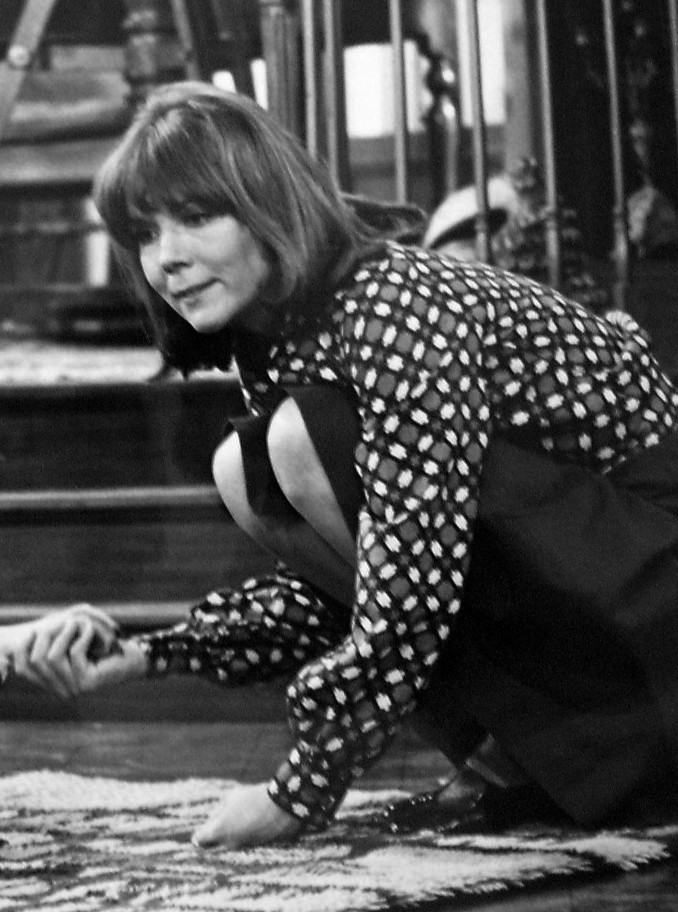
ダイアナ・リグ／9月10日没

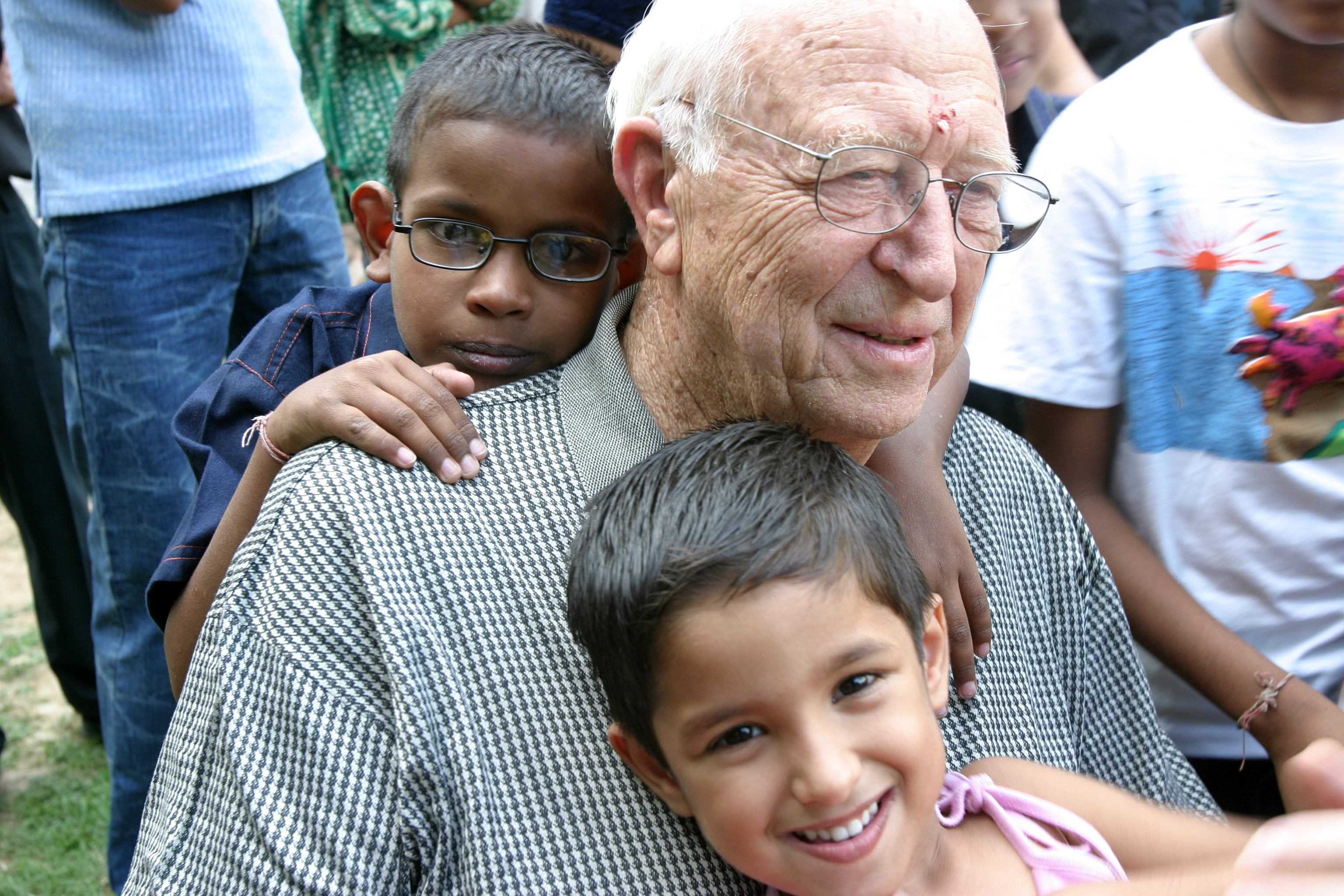
ビル・ゲイツ・シニア／9月14日没

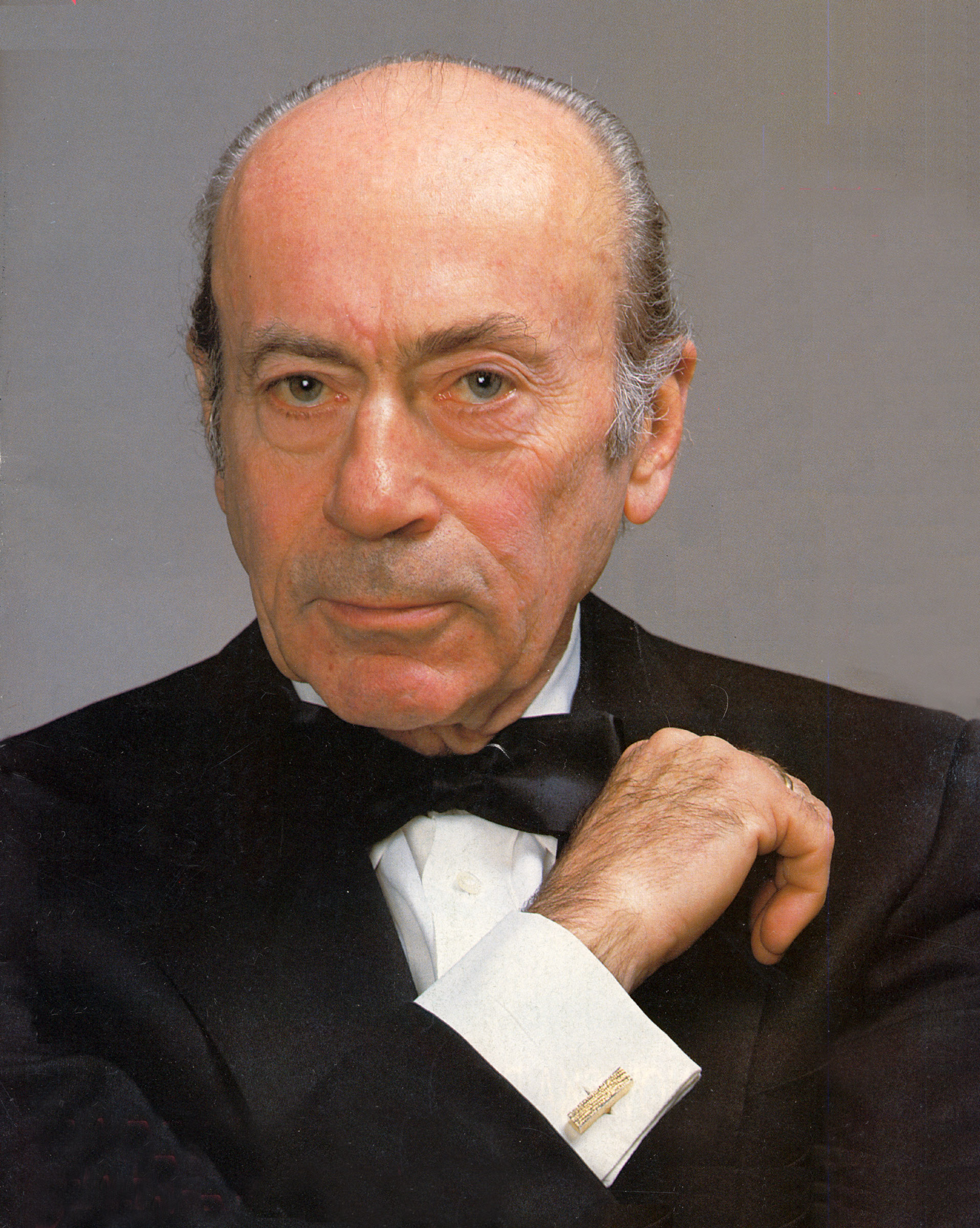
ヤン・クレンツ／9月15日没

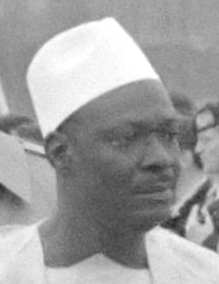
ムーサ・トラオレ／9月15日没

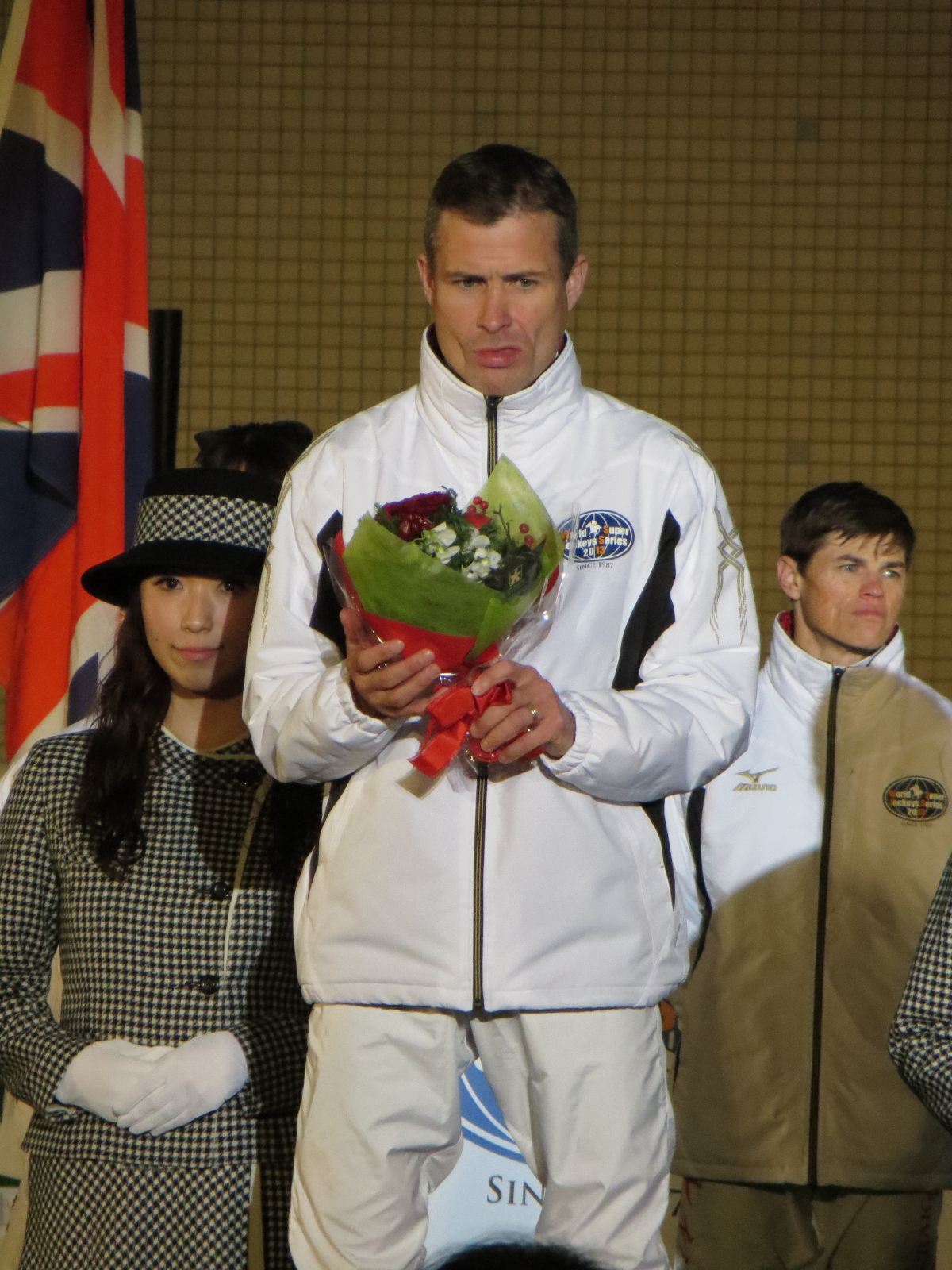
パット・スマレン／9月15日没

- 9月1日 - 竹内常一、日本の教育学者、國學院大學名誉教授（* 1935年）[1]
- 9月1日 - 崎田喜美枝、日本のファッションデザイン研究者、学校法人関西女子学園理事長、宝塚大学元学長（* 1935年）[2]
- 9月1日 - ウラジスラフ・クラピーヴィン（英語版）、ロシアの児童文学作家（* 1938年）[3]
- 9月1日 - ボリス・クリューエフ（英語版）、ロシアの俳優（* 1944年）[4]
- 9月1日 - マモル・マヌー、日本のドラマー、歌手〈ザ・ゴールデン・カップス〉（* 1949年）[5]
- 9月1日 - イアン・ミッチェル、スコットランドのベーシスト、ベイ・シティ・ローラーズメンバー（* 1958年）[6]
- 9月1日 - スー・ニコルズ（英語版）、アメリカ合衆国のアニメーター、脚本家（* 1965年）[7]
- 9月1日 - エリック・モリロ（英語版）、コロンビアのDJ、音楽プロデューサー（* 1971年）[8]
- 9月2日 - 内山昌世、日本の実業家、元JSP社長（* 1928年?）[9]
- 9月2日 - 渡具知裕徳、日本の政治家、元沖縄県名護市長（* 1929年）[10]
- 9月2日 - ウィリアム・ヨージック（英語版）、アメリカ合衆国の元競泳選手、1956年メルボルンオリンピック200mバタフライ金メダリスト（* 1929年）[11]
- 9月2日 - 古谷充、日本のジャズミュージシャン、サクソフォーンプレイヤー、ヴォーカリスト（* 1936年）[12]
- 9月2日 - カン・ケク・イウ、カンボジアの元看守、服役囚、元S21A所長（* 1942年）[13]
- 9月2日 - 深川秀夫、日本のバレエダンサー、振付師（* 1947年）[14]
- 9月2日 - クーペ、日本の歌手、元落語家（* 1948年）[15]
- 9月2日 - リナト・イブラギモフ（英語版）、ロシアのコントラバス奏者（* 1960年）[16]
- 9月2日 - デヴィッド・グレーバー、アメリカ合衆国の人類学者、ロンドン・スクール・オブ・エコノミクス教授（* 1961年）[17]
- 9月3日 - 後藤由夫、日本の内科医、東北大学名誉教授（* 1925年）[18]
- 9月3日 - 江口大象、日本の書家、読売書法会参事（* 1935年）[19]
- 9月3日 - オヤマダアツシ、日本の音楽ライター（* 1960年）[20]
- 9月3日 - ビロル・ユーネル、トルコ出身のドイツの俳優（* 1961年）[21]
- 9月4日 - 内村信行、日本の元官僚、実業家、元運輸省事務次官、元三愛石油社長（* 1921年）[22]
- 9月4日 - アニー・コルディ（英語版）、ベルギーの女優、歌手（* 1928年）[23]
- 9月4日 - ジョー・ウィリアムス（英語版）、クック諸島の政治家、元同国首相（* 1934年）[24]
- 9月4日 - 松井一麿、日本の教育学者、東北大学名誉教授（* 1934年）[25]
- 9月4日 - ゲイリー・ピーコック、アメリカ合衆国のジャズベーシスト（* 1935年）[26]
- 9月4日 - ルシール・スター（英語版）、カナダの歌手（* 1938年）[27]
- 9月4日 - 佐伯弘文、日本の実業家、元神鋼電機（現シンフォニアテクノロジー）社長（* 1939年）[28]
- 9月5日 - 佐藤忠義、日本の実業家、元四国電力社長（* 1917年）[29]
- 9月5日 - 濱田孝行、日本の教育者、帝京大学名誉教授（* 1928年?）[30]
- 9月5日 - 下田耿禾、日本の書家（* 1930年?）[31]
- 9月5日 - クリスティアーヌ・エダ＝ピエール（英語版）、フランスのコロラトゥーラソプラノ歌手（* 1932年）[32]
- 9月5日 - 譚炳文（中国語版）、香港の俳優、歌手（* 1933年）[33]
- 9月5日 - イジー・メンツェル、チェコの映画監督、脚本家、演出家、俳優（* 1938年）[34]
- 9月5日 - 神近義邦、日本の実業家、ハウステンボス創業者（* 1942年）[35]
- 9月5日（死亡確認日） - 浅黄斑、日本の小説家（* 1946年）[36]
- 9月5日 - 田中優次、日本の実業家、元西部ガス社長（* 1948年）[37]
- 9月5日 - 厳詠能（中国語版）、台湾の歌手（* 1970年）[38]
- 9月6日 - ロッテ・ストラウス（英語版）、ドイツ出身のアメリカ合衆国の作家（* 1913年）[39]
- 9月6日 - ボブ・フジタニ（英語版）、アメリカ合衆国の漫画家（* 1921年）[40]
- 9月6日 - 杉村隆、日本の医学者、国立がんセンター名誉総長、東邦大学名誉学長、第25代日本学士院院長（* 1926年）[41]
- 9月6日 - アルフォンス・デーケン、ドイツのイエズス会神父、哲学者、上智大学名誉教授（* 1932年）[42]
- 9月6日 - 竹内誠、日本の歴史学者、江戸東京博物館名誉館長、東京学芸大学名誉教授（* 1933年）[43]
- 9月6日 - ルー・ブロック、アメリカ合衆国の元MLB選手【セントルイス・カージナルス】（* 1939年）[44]
- 9月6日 - ドラゴリュブ・オイダニッチ（英語版）、セルビアの元軍人、元旧ユーゴスラビア国防大臣（* 1941年）[45]
- 9月6日 - 町田幸雄、日本の検察官、弁護士、元次席検事（* 1942年）[46]
- 9月6日 - ケヴィン・ドブソン（英語版）、アメリカ合衆国の俳優（* 1943年）[47]
- 9月6日 - マイク・セクストン（英語版）、アメリカ合衆国のポーカープレイヤー・解説者（* 1947年）[48]
- 9月6日 - ヴォーン・ジョーンズ、ニュージーランドの数学者、フィールズ賞受賞者（* 1952年）[49]
- 9月6日 - ブルース・ウィリアムソン（英語版）、アメリカ合衆国の歌手、元テンプテーションズメンバー（* 1970年）[50]
- 9月7日 - 高文彬（中国語版）、中華人民共和国の法学者、歴史学者（* 1921年）[51]
- 9月7日 - 岩佐幹三、日本の団体顧問、法学者、日本原水爆被害者団体協議会顧問、金沢大学元法学部部長・名誉教授（* 1929年）[52]
- 9月7日 - フォレスト・フェン（英語版）、アメリカ合衆国の美術商、作家、フェンの埋蔵金（英語版）仕掛人（* 1930年）[53]
- 9月7日 - 中井光雄、日本の元競輪選手（* 1933年）[54]
- 9月7日 - 市村宗武、日本の理論物理学者、東京大学名誉教授（* 1938年）[55]
- 9月7日 - アブドルカーデル・バージャンマール、イエメンの政治家、第5代首相、元外相（* 1946年）[56]
- 9月8日 - ロナルド・ハーウッド、南アフリカ連邦出身のイギリスの劇作家、脚本家（* 1934年）[57]
- 9月8日 - シミオン・コックス（英語版）、アメリカ合衆国のミュージシャン、シルヴァー・アップルズ・メンバー（* 1938年）[58]
- 9月8日 - ジーン・ビューディグ（英語版）、アメリカ合衆国の大学理事、MLB経営者、元イリノイ州立大学（英語版）・ウエストバージニア大学・カンザス大学学長、ア・リーグ元会長（* 1939年）[59]
- 9月8日 - ヴェイッコ・サルミ（英語版）、フィンランドの作詞家（* 1942年）[60]
- 9月8日 - ジョセフ・チェノットゥ、インド出身のバチカン市国の大司教、駐日教皇大使（* 1943年）[61]
- 9月8日 - 中村敏一、日本の医学者、大阪大学名誉教授（* 1945年）[62]
- 9月9日 - チニ・ボエリ（英語版）、イタリアの建築家、工業デザイナー（* 1924年）[63]
- 9月9日 - ジョージ・ビゾス（英語版）、南アフリカ共和国の弁護士、人権活動家（* 1927年）[64]
- 9月9日 - アモス・ルッツァット（英語版）、イタリアの作家、エッセイスト（* 1928年）[65]
- 9月9日 - ニコ・ナルディーニ（英語版）、イタリアの作家、詩人（* 1929年）[66]
- 9月9日 - 村田安穂、日本の歴史学者、早稲田大学名誉教授（* 1934年）[67]
- 9月9日 - 浅野俊郎、日本の実業家、元弘電社社長（* 1938年）[68]
- 9月9日 - シェア・ハイト（英語版）、アメリカ合衆国出身のドイツのフェミニスト、性教育者（* 1942年）[69]
- 9月9日 - アラン・ミンター、イギリスの元プロボクサー、元WBA・WBC世界ミドル級統一王者（* 1951年）[70]
- 9月9日 - ロナルド・ベル（英語版）、アメリカ合衆国のサクソフォン奏者、ソングライター、クール&ザ・ギャングメンバー（* 1951年）[71]
- 9月9日 - パトリック・ダヴァン、ベルギーの指揮者（* 1962年）[72]
- 9月10日 - 源了圓、日本の歴史学者、東北大学名誉教授、日本学士院会員（* 1920年）[73]
- 9月10日 - 村上正邦、日本の政治家、元自由民主党参議院議員、第57代労働大臣（* 1932年）[74]
- 9月10日 - ダイアナ・リグ、イギリスの女優（* 1938年）[75]
- 9月11日 - クリスチャン・ポンスレ（フランス語版）、フランスの政治家、元元老院議長（* 1928年）[76]
- 9月11日 - 中野良子、日本の宗教家、三五教第2代教主、オイスカ総裁（* 1933年）[77]
- 9月11日 - 西川善文、日本の銀行家、実業家、三井住友銀行元頭取、三井住友フィナンシャルグループ元代表取締役社長。元全国銀行協会会長、第2代日本郵政公社総裁、初代日本郵政代表執行役社長（* 1938年）[78]
- 9月11日 - トゥーツ・ヒバート（英語版）、ジャマイカのレゲエシンガー、作詞家（* 1942年）[79]
- 9月11日 - アネッテ・ヤーンス（英語版）、ドイツのメゾソプラノ歌手、オペラ監督（* 1958年）[80]
- 9月11日 - ダニー・ウェブスター、アメリカ合衆国のギタリスト、スレイブメンバー（* 1959年）[81]
- 9月11日 - サムソン宮本、日本のプロレス団体経営者、元新根室プロレス代表（* 1965年）[82]
- 9月12日 - バーバラ・ジェフォード（英語版）、イギリスの女優（* 1930年）[83]
- 9月12日 - テレンス・コンラン、イギリスの家具デザイナー、実業家（* 1931年）[84]
- 9月12日 - エドナ・ライト（英語版）、アメリカ合衆国の歌手、ハニー・コーン（英語版）メンバー（* 1944年）[85]
- 9月12日 - ドミニク・カリファ（フランス語版）、フランスの歴史家（* 1957年）[86]
- 9月12日 - ナヴィド・アフカリ（英語版）、イランのアマチュアレスリング選手（* 1993年）[87]
- 9月13日 - 平野宏、日本の実業家、中部飼料会長（* 1933年）[88]
- 9月13日 - 堀内幸夫、日本の実業家、元西武百貨店（現そごう・西武）社長（* 1942年?）[89]
- 9月14日 - ビル・ゲイツ・シニア、アメリカ合衆国の元弁護士、慈善家、ビル・ゲイツ実父（* 1925年）[90]
- 9月14日 - アル・カシャ（英語版）、アメリカ合衆国のソングライター（* 1937年）[91]
- 9月14日（遺体発見日） - 野中彰久、日本の編集者、季刊のぼろ編集長（* 1967年?）[92]
- 9月14日 - 芦名星、日本の女優（* 1983年）[93]
- 9月14日 - オ・イネ（朝鮮語版）、韓国の女優（* 1984年）[94]
- 9月15日 - ヤン・クレンツ、ポーランドの指揮者、作曲家（* 1926年）[95]
- 9月15日 - ムーサ・トラオレ、マリ共和国の政治家、第2代大統領（* 1936年）[96]
- 9月15日 - 王志良（中国語版）、中国の元卓球選手、1963年卓球世界選手権（英語版）男子ダブルス優勝者（* 1941年）[97]
- 9月15日 - モムチロ・クライシュニク（英語版）、セルビアの政治家、元スルプスカ共和国国民議会議長（* 1945年）[98]
- 9月15日 - 黒田真二、日本の元プロ野球選手【ヤクルトスワローズ所属】（* 1958年）[99]
- 9月15日 - 川村隆史、日本のアスレティックトレーナー、プロ野球コーチ、福岡ソフトバンクホークス・3軍コンディショニング担当コーチ（* 1965年）[100][101]
- 9月15日 - パット・スマレン、アイルランドの元競馬騎手（* 1977年）[102]
- 9月15日 - クララ・エンリケ（インドネシア語版）、インドネシアのアイドル歌手、少女コンプレックス（インドネシア語版）メンバー（* 1997年）[103]

## (16日 - 30日)

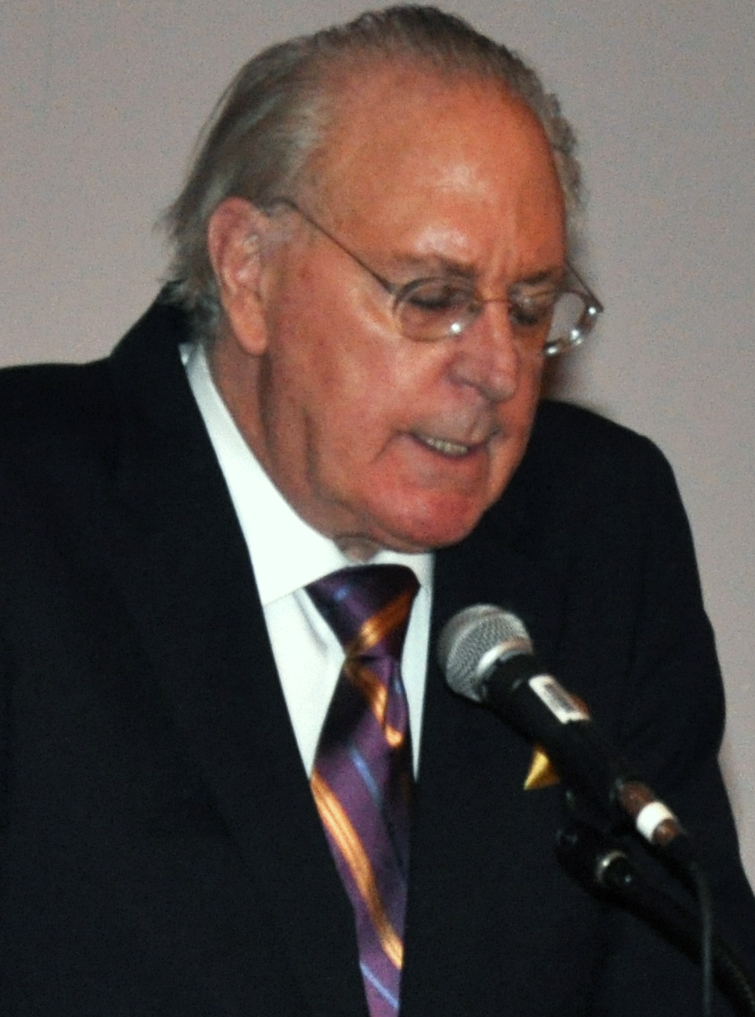
ウィンストン・グルーム／9月16日没

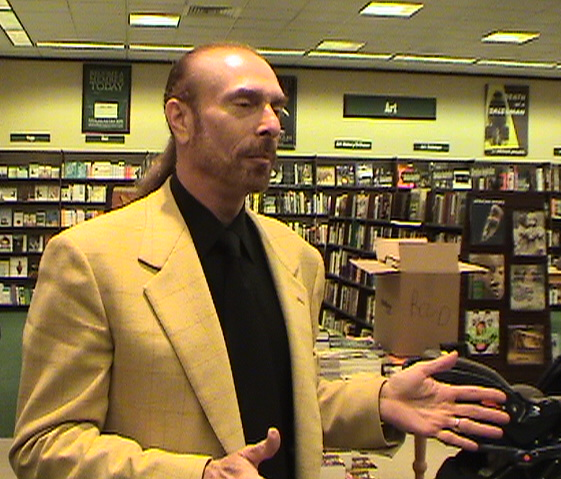
テリー・グッドカインド／9月17日没

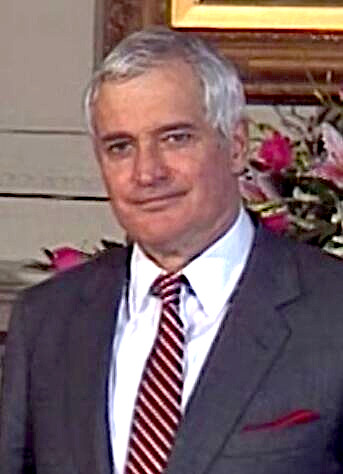
ジョン・ターナー／9月18日没

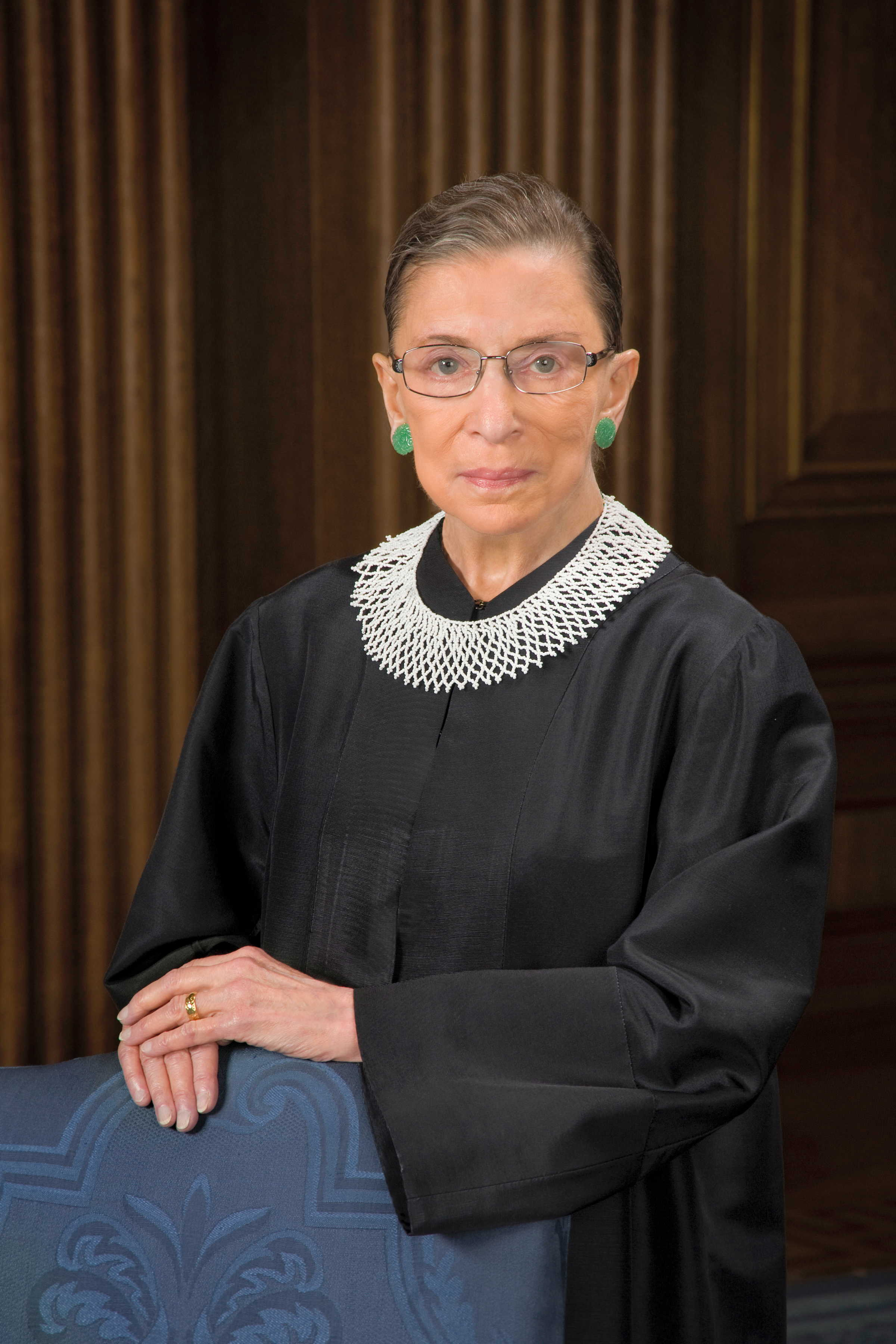
ルース・ベイダー・ギンズバーグ／9月18日没

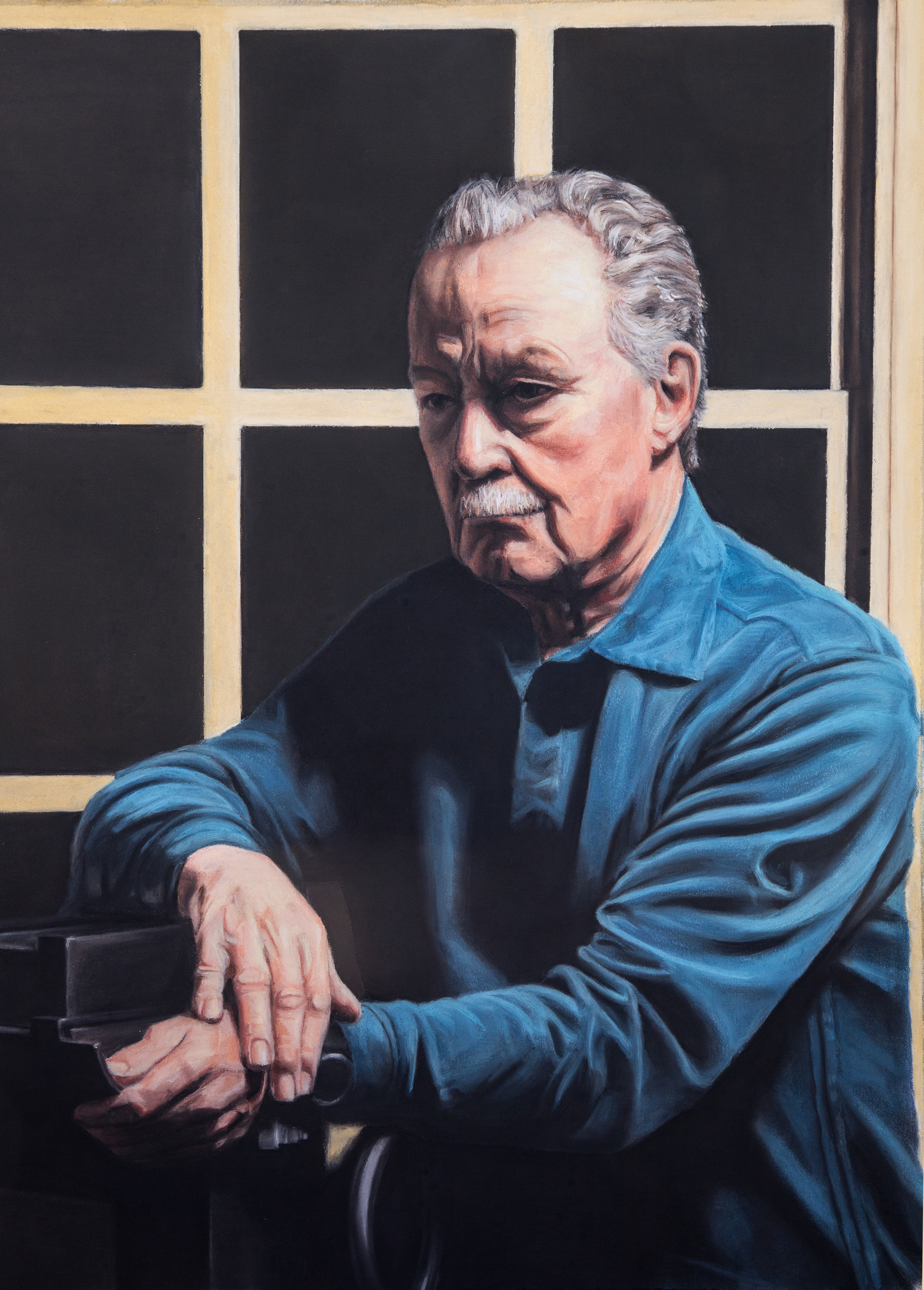
マイケル・チャップマン／9月20日没

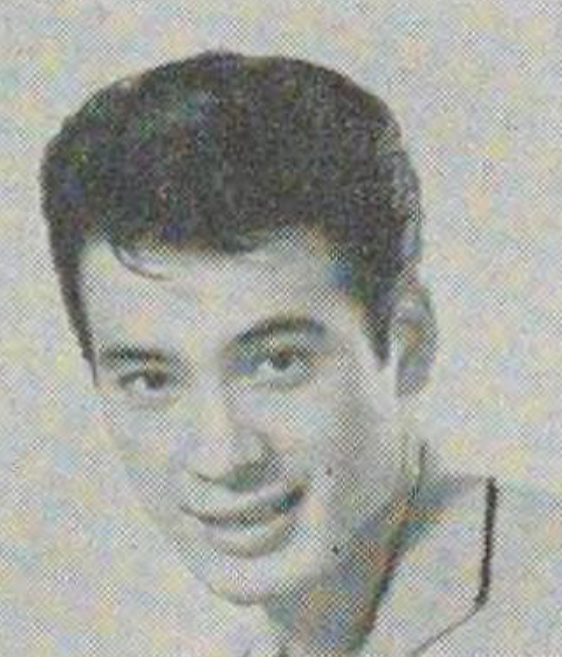
藤木孝／9月20日没

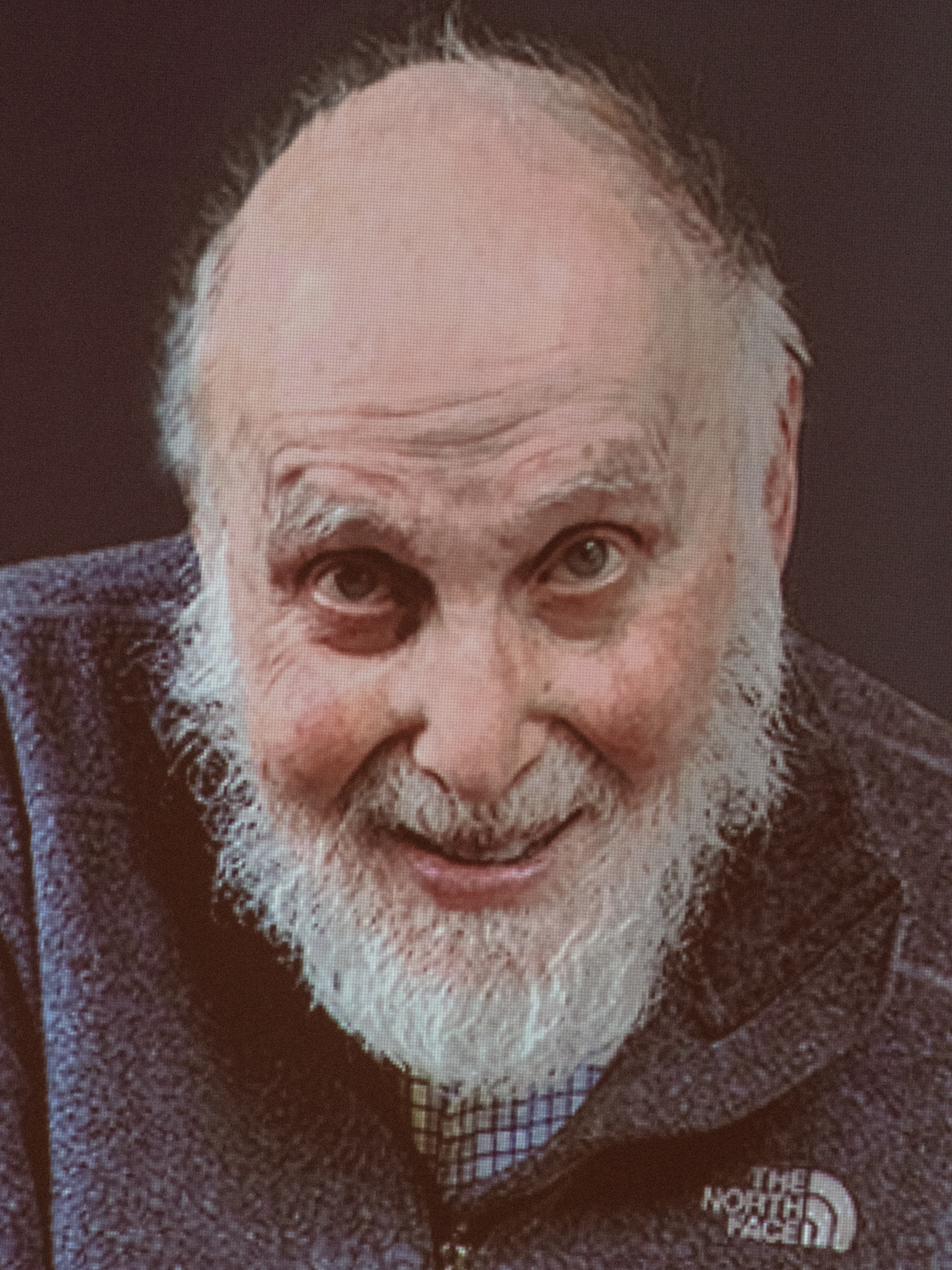
アーサー・アシュキン／9月21日没

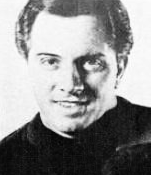
トミー・デヴィート／9月21日没

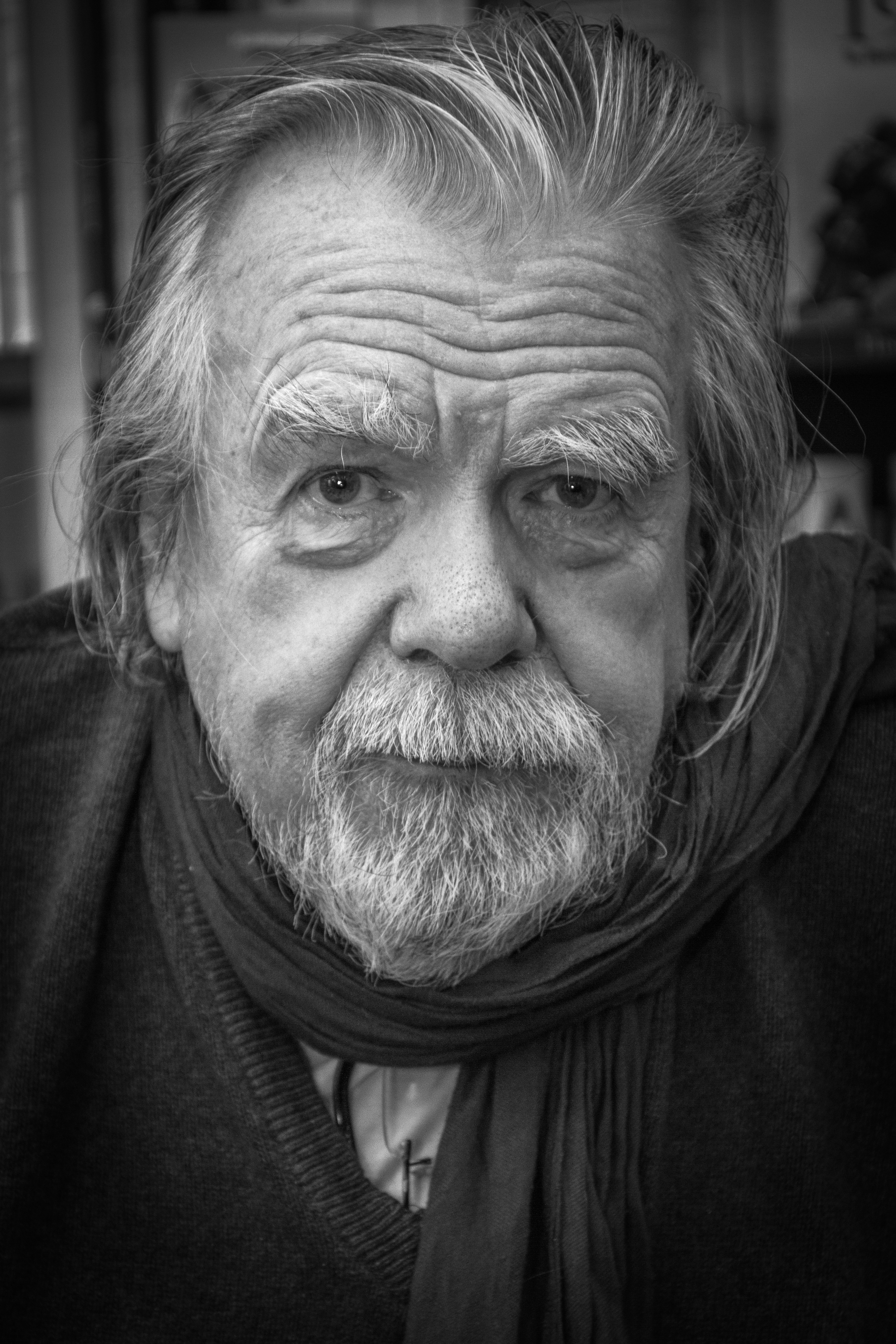
マイケル・ロンズデール／9月21日没

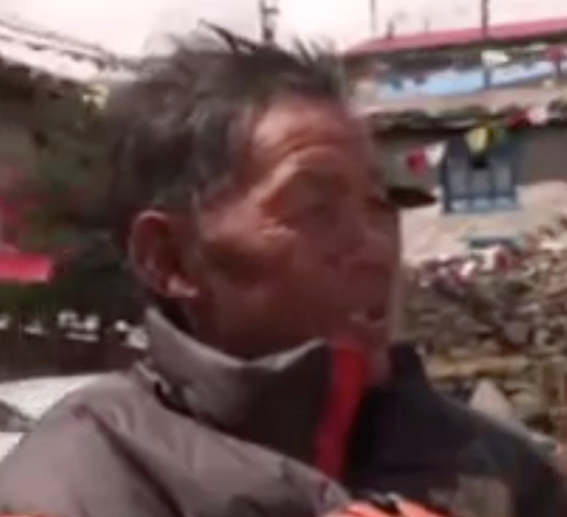
アン・リタ／9月21日没

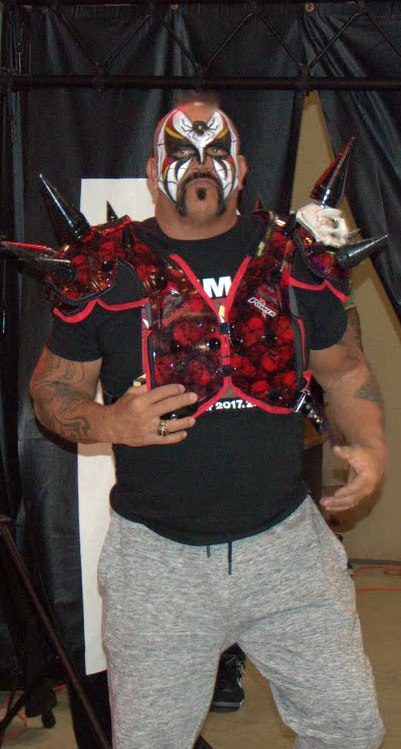
ロード・ウォリアー・アニマル／9月22日没

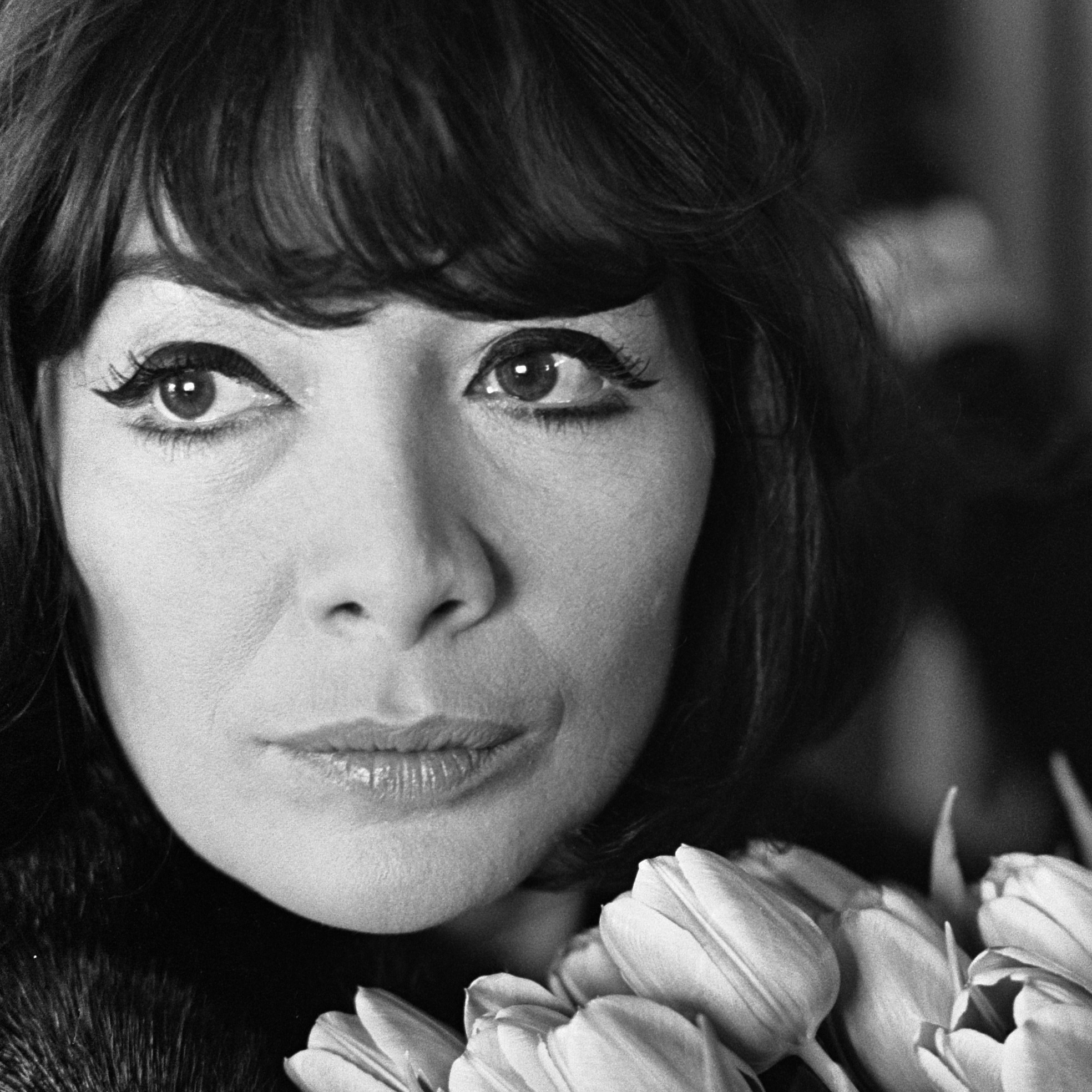
ジュリエット・グレコ／9月23日没

W・S・ホランド／9月23日没

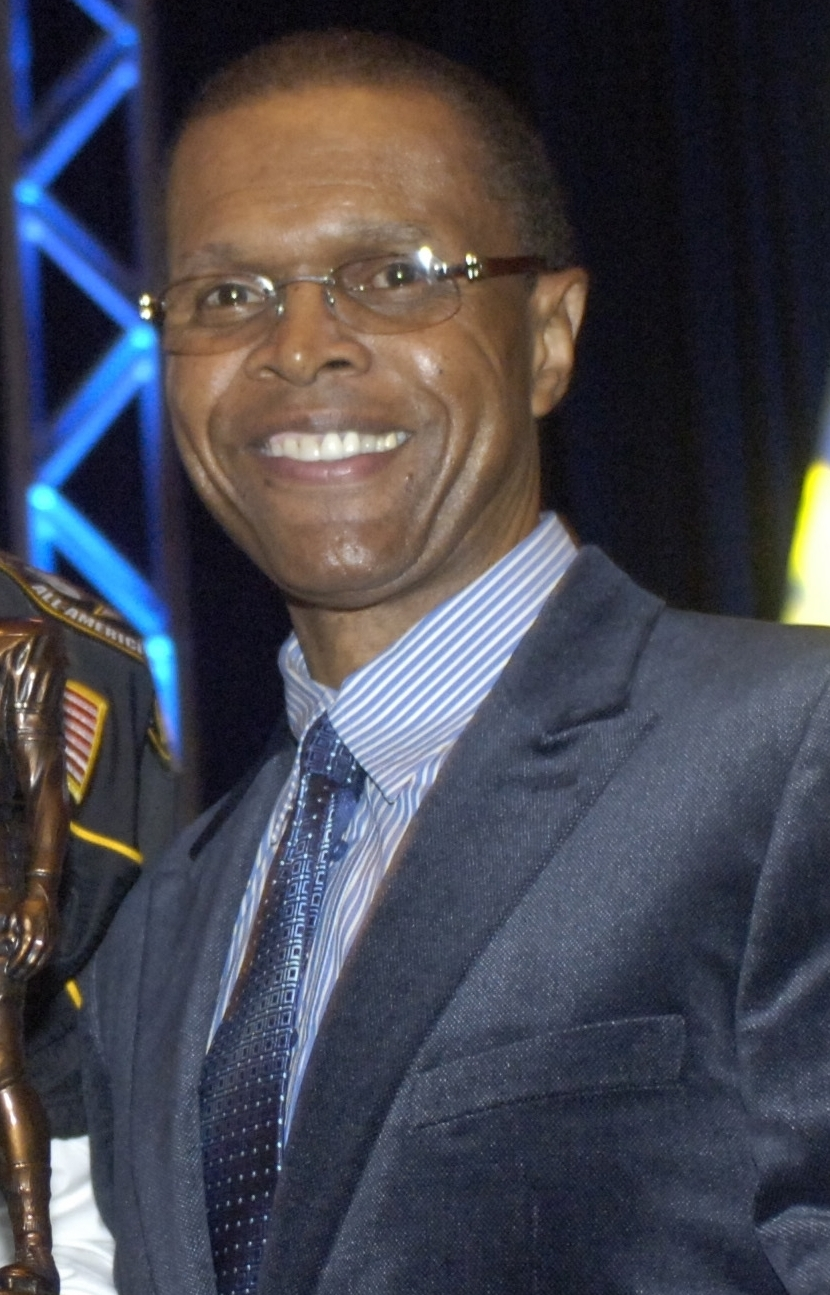
ゲイル・セイヤーズ／9月23日没

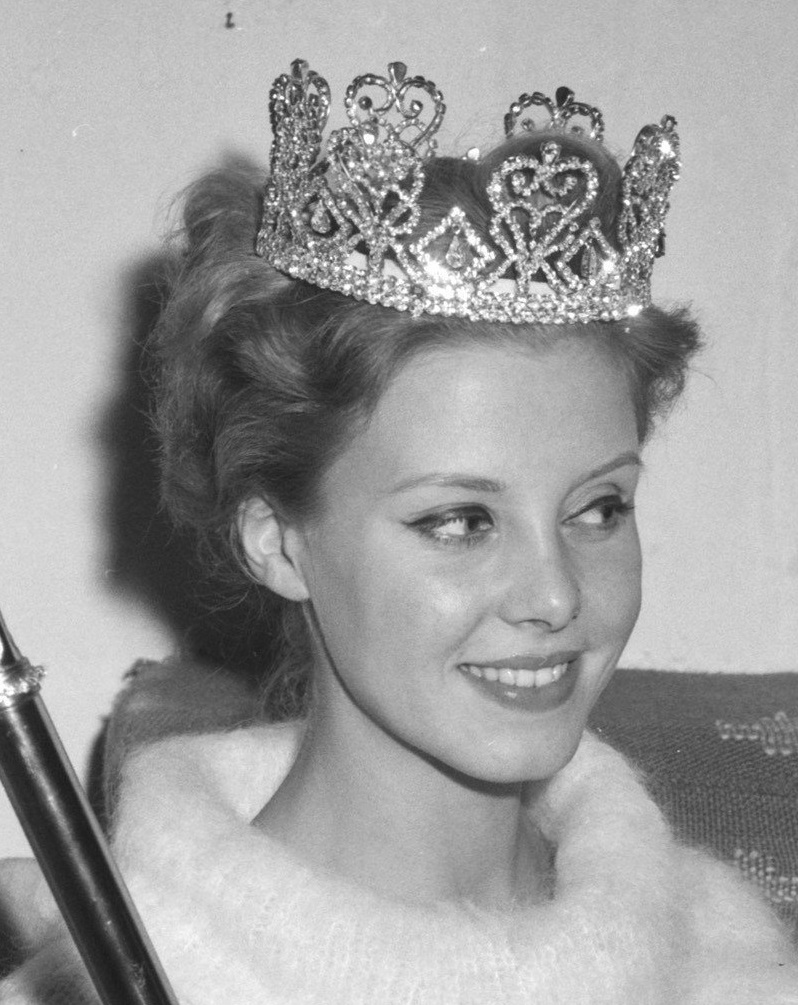
コリーネ・ロッツヘーファ／9月24日没

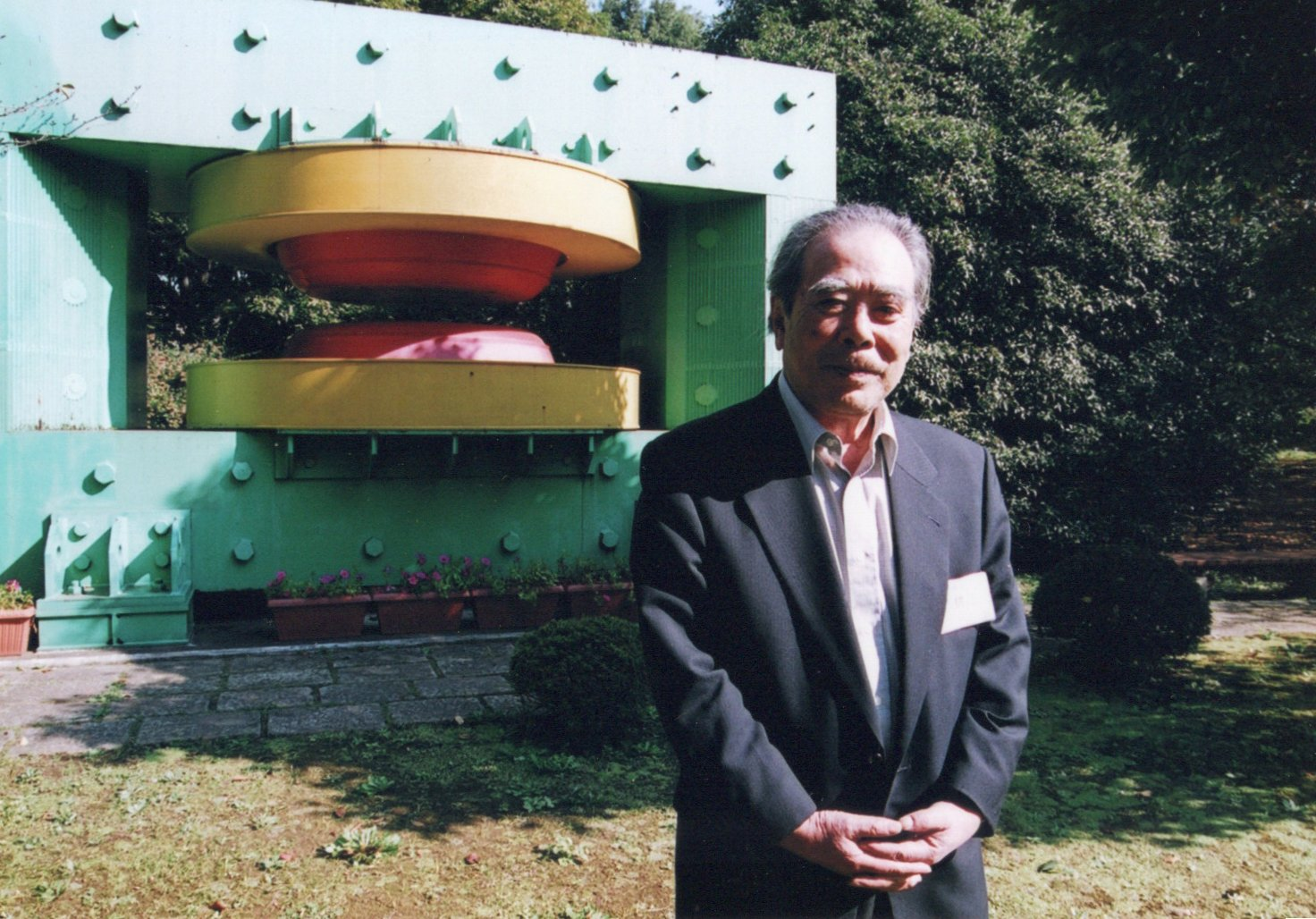
野崎健輔／9月25日没

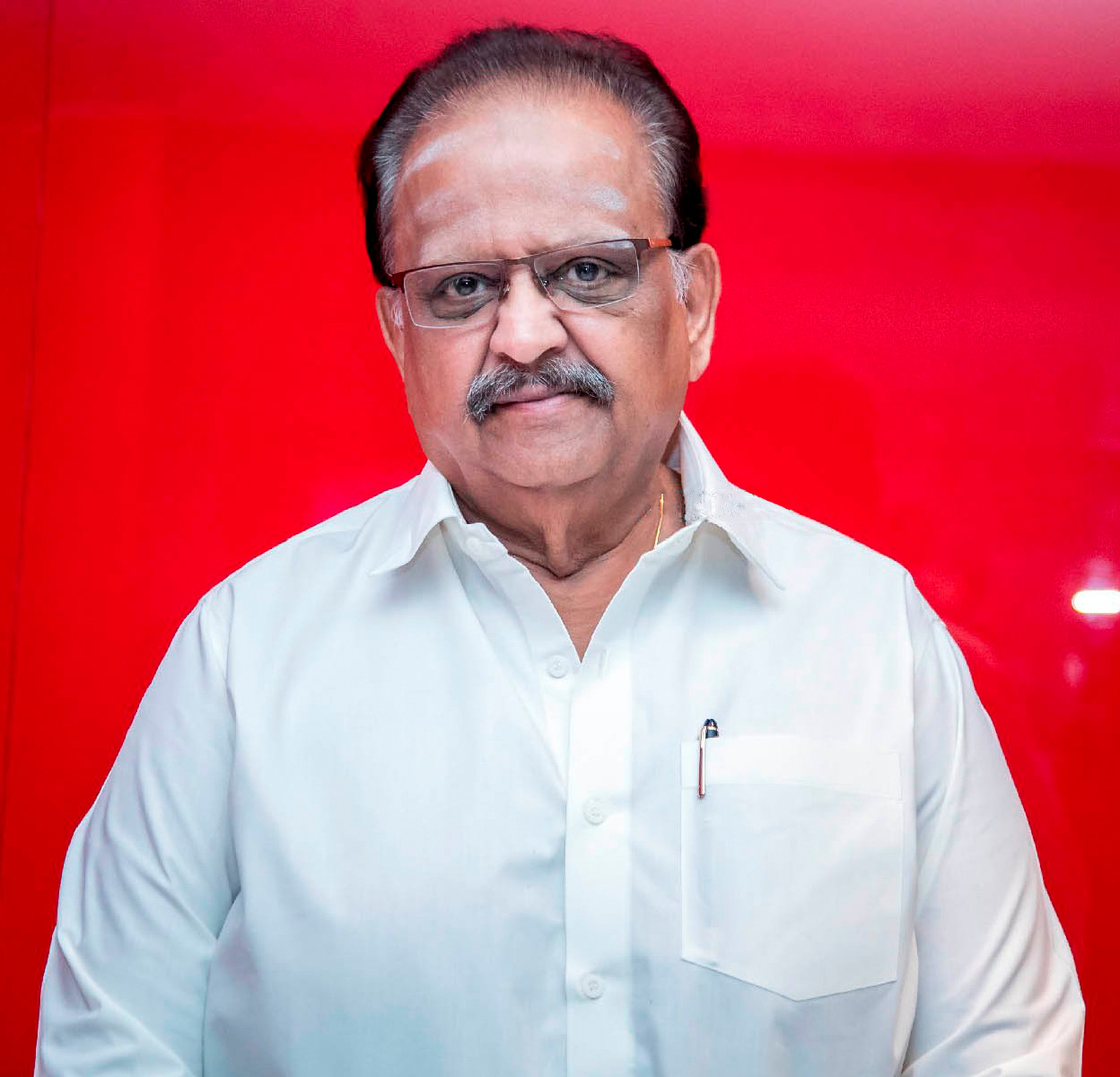
S・P・バーラスブラマニアム／9月25日没

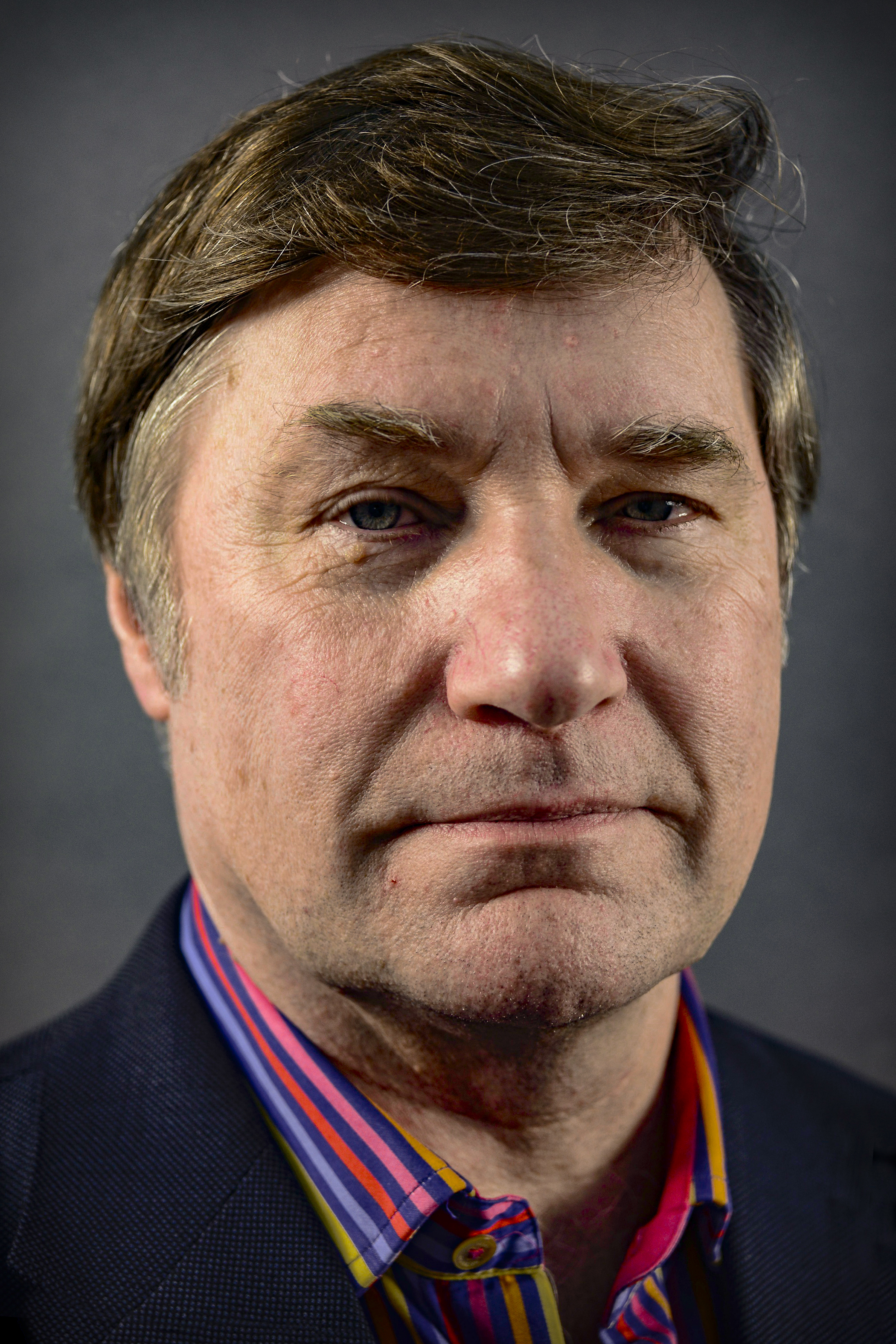
ジョン・D・バロウ／9月26日没

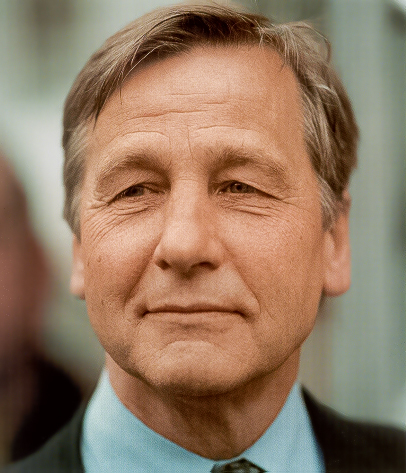
ヴォルフガング・クレメント／9月27日没

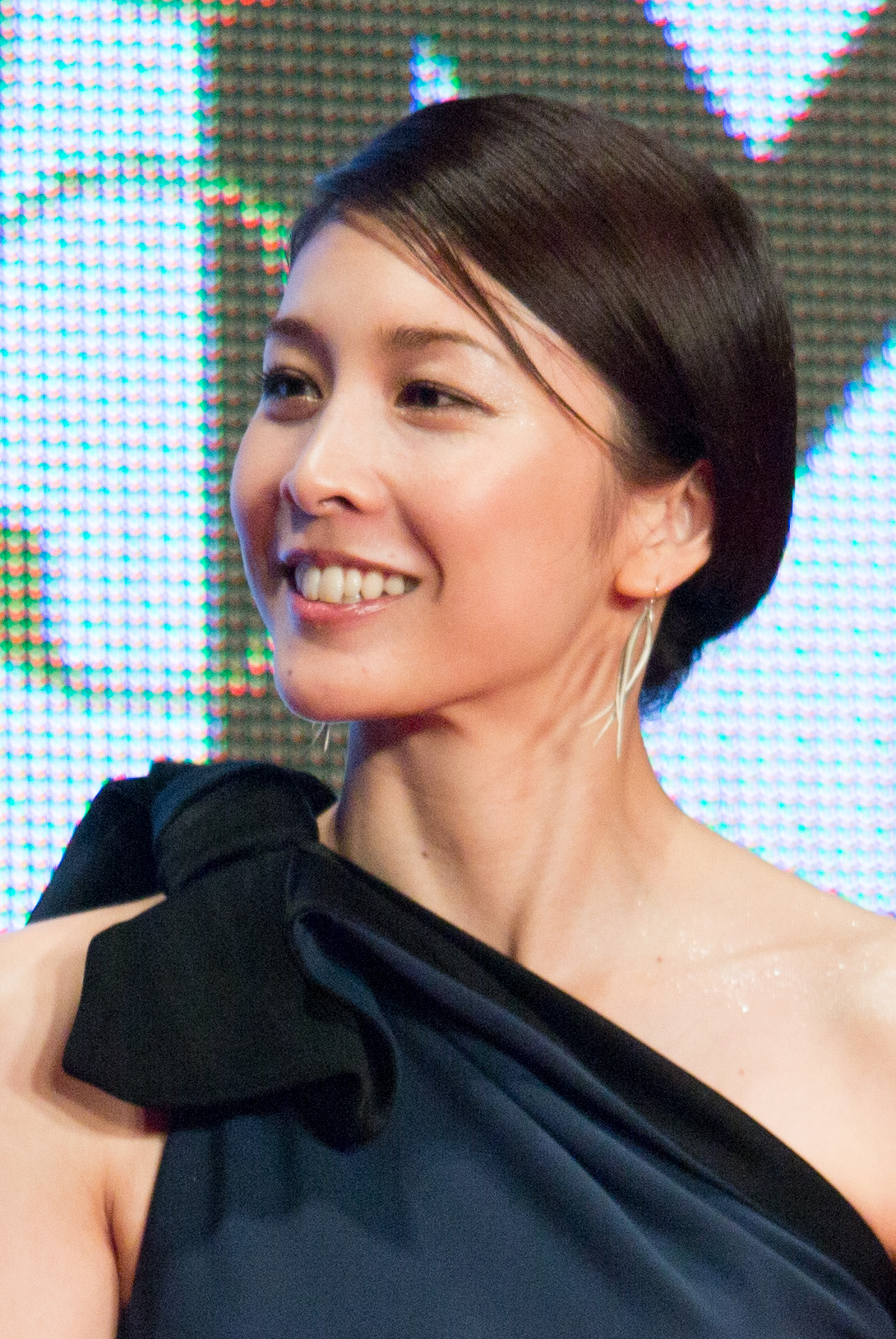
竹内結子／9月27日没

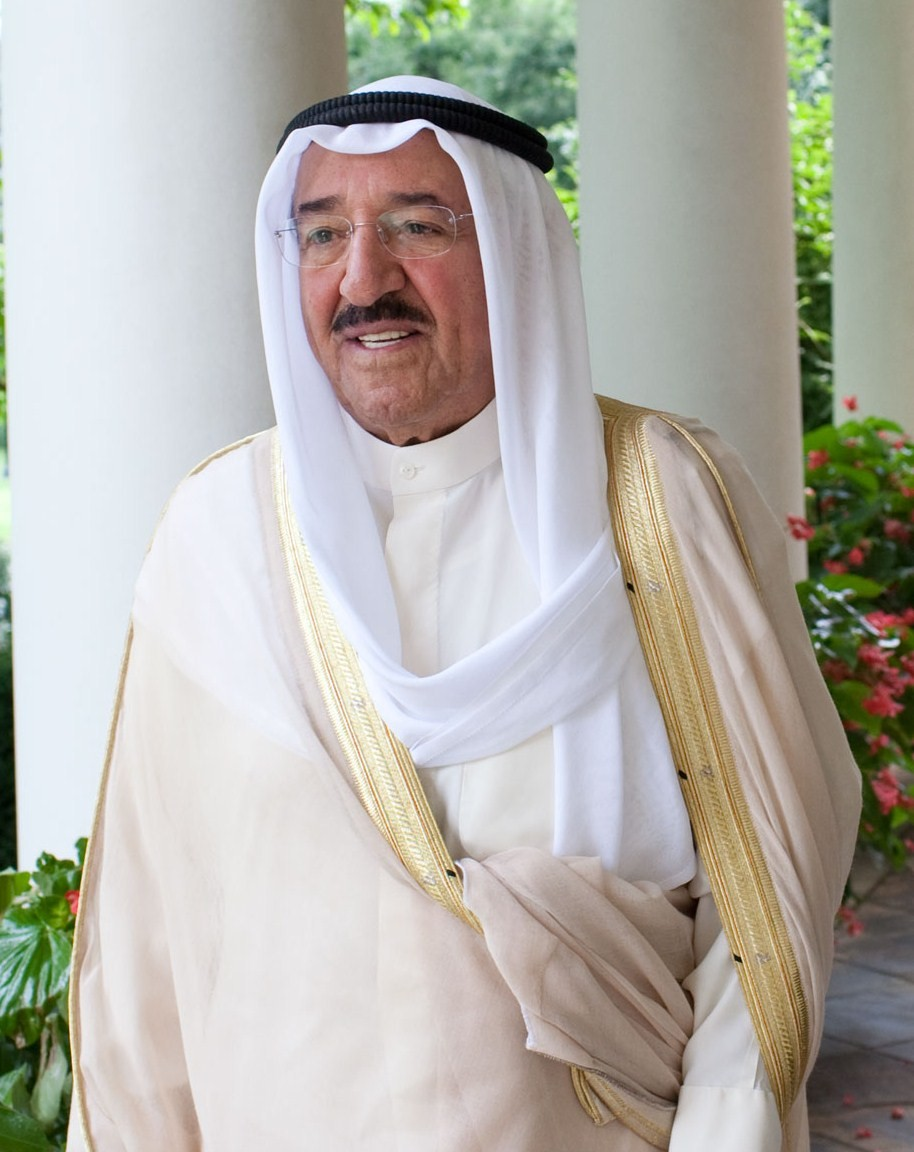
サバーハ・アル＝アフマド・アル＝ジャービル・アッ＝サバーハ／9月29日没

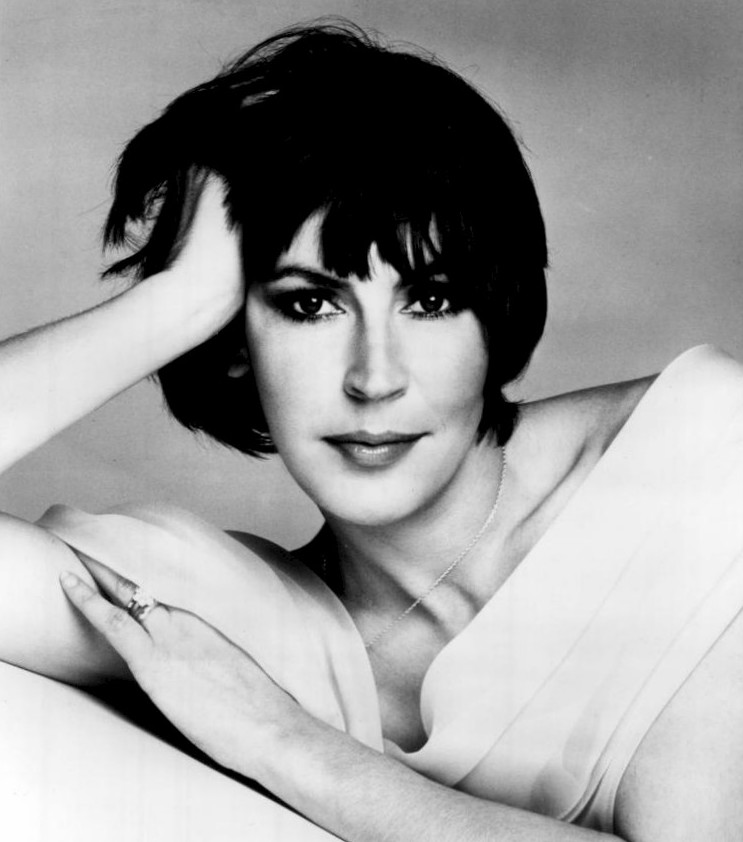
ヘレン・レディ／9月29日没

- 9月16日 - 楠兼敬、日本の自動車技術者、実業家、元トヨタ自動車副社長、元日野自動車工業会長（* 1923年）[104]
- 9月16日 - 御器谷俊雄、日本の実業家、日東工器創業者（* 1926年）[105]
- 9月16日 - 本山唯雄、日本の洋画家（* 1927年）[106]
- 9月16日 - 平石嘉男、日本の実業家、元フジコピアン社長（* 1937年?）[107]
- 9月16日 - ロイ・C、アメリカ合衆国のディープ・ソウルシンガーソングライター（* 1939年）[108]
- 9月16日 - ウィンストン・グルーム、アメリカ合衆国の小説家、ノンフィクションライター（* 1944年）[109]
- 9月16日 - エンリケ・イラソキ（スペイン語版）、スペインの俳優（* 1944年）[110]
- 9月16日 - エイリアン・ホアン（中国語版）（黄鴻升）、台湾の歌手、俳優（* 1983年）[111]
- 9月17日 - ルボシュ・ペレク（英語版）、チェコの天文学者（* 1919年）[112]
- 9月17日 - ロバート・W・ゴア（英語版）、アメリカ合衆国の工学者、実業家、発明家、WLゴア&アソシエイツ創業者（* 1937年）[113]
- 9月17日 - テリー・グッドカインド、アメリカ合衆国のファンタジー作家（* 1949年）[114]
- 9月18日 - 池内正昭、日本の銀行家、元ジェーシービー社長（* 1928年）[115]
- 9月18日 - ジョン・ターナー、カナダの政治家、第23代首相（* 1929年）[116]
- 9月18日 - ルース・ベイダー・ギンズバーグ、アメリカ合衆国の裁判官、合衆国最高裁判所判事（* 1933年）[117]
- 9月18日 - スティーヴン・コーエン、アメリカ合衆国の歴史学者、ニューヨーク大学教授（* 1938年）[118]
- 9月18日 - 村井和夫、日本の医学者、岩手医科大学名誉教授（* 1938年?）[119]
- 9月18日 - パメラ・ハッチンソン（英語版）、アメリカ合衆国の歌手、エモーションズメンバー（* 1958年）[120]
- 9月18日 - モハメド・アトウィ（英語版）、レバノンのサッカー選手、元同国代表（* 1987年）[121]
- 9月19日 - ドナルド・ケンドール（英語版）、アメリカ合衆国の実業家、元ペプシコCEO（* 1921年）[122]
- 9月19日 - 守屋浩、日本の歌手、タレント、ホリプロダクション元取締役宣伝部長（* 1939年）[123]
- 9月19日 - 内匠屋理、日本の実業家、元メディセオ会長（* 1944年?）[124]
- 9月19日 - リー・カースレイク（英語版）、イギリスのドラマー、元ユーライア・ヒープ／ゴッズメンバー、オジー・オズボーンバンドメンバー（* 1947年）[125]
- 9月19日 - 豊山広光、日本の元力士【時津風部屋所属】、22代湊親方（ *1948年）[126]
- 9月19日 - 斎藤洋介、日本の俳優（* 1951年）[127][128][129]
- 9月20日 - 都木恒夫、日本の実業家、元ムサシ会長（* 1931年）[130]
- 9月20日 - マイケル・チャップマン、アメリカ合衆国の撮影監督（* 1935年）[131]
- 9月20日 - 藤木孝、日本の歌手、俳優（* 1940年）[132][133][134]
- 9月20日 - ウクタム・バルノエフ（英語版）、ウズベキスタンの政治家、同国副首相（* 1964年）[135]
- 9月21日 - ジャッキー・スタローン（英語版）、アメリカ合衆国の占星術師、シルヴェスター・スタローン実母（* 1921年）[136]
- 9月21日 - アーサー・アシュキン、アメリカ合衆国の物理学者、ノーベル物理学賞受賞者（* 1922年）[137]
- 9月21日 - トミー・デヴィート、アメリカ合衆国のミュージシャン、元フォー・シーズンズメンバー（* 1928年）[138]
- 9月21日 - 全熙正、北朝鮮の政治家、外交官、元国防委員会外事局長（* 1930年）[139]
- 9月21日 - マイケル・ロンズデール[140]、フランスの俳優・舞台演出家（* 1931年）[141]
- 9月21日 - アイラ・サリヴァン（英語版）、アメリカ合衆国のジャズサクソフォン奏者（* 1931年）[142]
- 9月21日 - ロン・コブ（英語版）、アメリカ合衆国出身のオーストラリアのプロダクション・デザイナー（* 1937年）[143]
- 9月21日 - 北岡郊司郎、日本の実業家、元大昭和製紙（現日本製紙）社長（* 1937年?）[144]
- 9月21日 - ロイ・ヘッド（英語版）、アメリカ合衆国の歌手（* 1941年）[145]
- 9月21日 - アン・リタ、ネパールの登山家、シェルパ（* 1948年）[146]
- 9月22日 - ダン・オルヴェウス、スウェーデン出身のノルウェーの心理学者、ベルゲン大学教授（* 1931年）[147]
- 9月22日 - アグネ・シモンソン（英語版）、スウェーデンの元サッカー選手・指導者、元同国代表（* 1933年）[148]
- 9月22日 - ミヒャエル・グヴィスデク（英語版）、ドイツの俳優、映画監督（* 1942年）[149]
- 9月22日 - ロード・ウォリアー・アニマル、アメリカ合衆国のプロレスラー【ザ・ロード・ウォリアーズ】、元WWF／WWE世界タッグ王者（* 1960年）[150][151]
- 9月22日 - アンドレ・ヴルチェク（英語版）、ソビエト連邦出身のアメリカ合衆国のジャーナリスト、政治アナリスト、映画監督（* 1962年）[152]
- 9月23日 - 小原啄葉、日本の俳人（* 1921年）[153]
- 9月23日 - ジュリエット・グレコ、フランスのシャンソン歌手（* 1927年）[154][155]
- 9月23日 - ピエール・トロワグロ（英語版）、フランスのフランス料理シェフ（ *1928年）[156]
- 9月23日 - ハロルド・エヴァンス（英語版）、イギリス出身のアメリカ合衆国のジャーナリスト、作家（* 1928年）[157]
- 9月23日 - 岩松繁俊、日本の団体理事、元原水爆禁止日本国民会議議長、長崎大学名誉教授（* 1928年）[158]
- 9月23日 - イヴェット・アロー（英語版）、ベルギーの元卓球選手、1960年ローマ・1964年東京パラリンピック金メダリスト（ *1930年）[159]
- 9月23日 - W・S・ホランド、アメリカ合衆国のドラマー、ジョニー・キャッシュバンドメンバー（ *1935年）[160]
- 9月23日 - 久保田貢一、日本の実業家、元久保田食品社長（* 1939年?）[161]
- 9月23日 - ゲイル・セイヤーズ、アメリカ合衆国の元アメリカンフットボール選手、プロフットボール殿堂（* 1943年）[162]
- 9月23日 - 佐竹隆幸、日本の経済学者、コメンテーター、兵庫県立大学名誉教授（* 1960年）[163]
- 9月24日 - 村山利雄、日本の実業家、元日立造船社長（* 1920年）[164]
- 9月24日 - 松尾保、日本の小児科医、神戸大学名誉教授（* 1925年?）[165]
- 9月24日 - 藤田敏雄、日本の劇作家、作詞家、放送作家（* 1928年）[166]
- 9月24日 - ロバート・ベクトル（英語版）、アメリカ合衆国の画家（* 1932年）[167]
- 9月24日 - 4代目尾上菊十郎、日本の歌舞伎役者（* 1932年）[168]
- 9月24日 - 竹山実、日本の建築家、武蔵野美術大学名誉教授（* 1934年）[169]
- 9月24日 - コリーネ・ロッツヘーファ、オランダのモデル、1959年ミス・ワールド優勝者（* 1938年）[170]
- 9月24日 - セカル・バス（英語版）、インドの核物理学者、元同国原子力省長官（* 1952年）[171]
- 9月24日（訃報発表日） - 谷口マサト、日本のサイト運営者、Chakuwiki運営者（* 1972年）[172]
- 9月25日 - 野崎健輔、日本の映像作家（* 1931年）[173]
- 9月25日 - 大坂弘道、日本の木工芸家、人間国宝（* 1937年）[174]
- 9月25日 - 森部一夫、日本の実業家、ミツミ電機前会長（* 1937年?）[175]
- 9月25日 - 竹内毅、日本の実業家、元電通取締役、元ビデオリサーチ社長（* 1941年?）[176]
- 9月25日 - S・P・バーラスブラマニアム、インドのプレイバックシンガー、音楽監督、俳優（* 1946年）[177]
- 9月25日 - ゴラン・パスカリェヴィッチ（英語版）、セルビアの映画監督（* 1947年）[178]
- 9月26日 - 4代目花柳壽輔（2代目花柳壽應）、日本の舞踊家、第四世花柳流家元（* 1931年）[179]
- 9月26日 - かぜ耕士、日本の作詞家、放送作家、ラジオパーソナリティ（* 1944年）[180]
- 9月26日 - ジミー・ウィンストン（英語版）、イギリスのミュージシャン、俳優、元スモール・フェイセズメンバー（* 1945年）[181]
- 9月26日 - ジェイ・ジョンストーン（英語版）、アメリカ合衆国の元MLB選手（* 1945年）[182]
- 9月26日 - ルイズルイス加部、日本のベーシスト、ザ・ゴールデン・カップス、ピンククラウドメンバー（* 1948年）[183]
- 9月26日 - ジョン・D・バロウ、イギリスの天文学者、物理学者、サイエンスライター（* 1952年）[184]
- 9月26日 - 加藤幹郎、日本の映画批評家、映画学者、京都大学名誉教授（* 1957年）[185]
- 9月27日 - ユーリー・オルロフ（英語版）、ソビエト連邦出身のアメリカ合衆国の核物理学者、人権活動家（* 1924年）[186]
- 9月27日 - 井上篤太郎、日本の政治家、前東京都羽村市長（* 1929年?）[187]
- 9月27日 - 中田肇、日本の実業家、中田食品会長（* 1932年?）[188]
- 9月27日 - 平松京一、日本の放射線診断学者、元慶應義塾大学教授（* 1934年）[189]
- 9月27日 - 富田耕生、日本の声優（* 1936年）[190][191][192]
- 9月27日 - ヴォルフガング・クレメント、ドイツの政治家、元ノルトライン＝ヴェストファーレン州首相・経済労働大臣（* 1940年）[193]
- 9月27日 - ケヴィン・バーンズ（英語版）、アメリカ合衆国の映画プロデューサー（* 1955年）[194]
- 9月27日 - 竹内結子、日本の女優、ナレーター（* 1980年）[195]
- 9月28日 - 池稔、日本の英語教育者、愛知大学名誉教授（* 1928年?）[196]
- 9月28日 - フレデリック・ドゥヴレーズ（英語版）、ベルギーの作曲家（* 1929年）[197]
- 9月28日 - 皆川和盈、日本の実業家、元共和電業社長（* 1930年?）[198]
- 9月28日 - 関根拓、日本のフランス料理シェフ（* 1980年）[199]
- 9月29日 - サバーハ・アル＝アフマド・アル＝ジャービル・アッ＝サバーハ、クウェートの第15代首長、第5代首相（* 1929年）[200]
- 9月29日 - 新谷ひろし、日本の俳人（* 1930年）[201]
- 9月29日 - レツゴー正児、日本の漫才師、俳優、レツゴー三匹のメンバー（* 1940年）[202]
- 9月29日 - ヘレン・レディ、オーストラリア出身のアメリカ合衆国の歌手（* 1941年）[203]
- 9月29日 - 川村二郎、日本のジャーナリスト、文筆家、元週刊朝日編集長（* 1941年）[204]
- 9月29日 - マック・デイヴィス（英語版）、アメリカ合衆国のシンガーソングライター（* 1942年）[205]
- 9月29日 - ティモシー・レイ・ブラウン（英語版）、アメリカ合衆国の男性、世界初のHIV治癒者（* 1966年）[206]
- 9月29日 - フランシス・ロッコ・プレスティア（英語版）、アメリカ合衆国のベーシスト、元タワー・オブ・パワーメンバー（* 1951年）[207]
- 9月29日 - イジドラ・ゼベリャン（英語版）、セルビアの作曲家、指揮者（* 1967年）[208]
- 9月29日 - 湯原祐希、日本の元ラグビー選手・指導者、元日本代表、東芝ブレイブルーパスFWコーチ（* 1984年）[209][210][211]
- 9月30日 - エマー・ハンフリーズ（英語版）、ウェールズの小説家、詩人（* 1919年）[212]
- 9月30日 - アリ・ボゼル（英語版）、トルコの政治家、元副首相（首相代行）、元外相（* 1925年）[213]
- 9月30日 - 勝田静知、日本の放射線医学者、広島大学名誉教授（* 1925年?）[214]
- 9月30日 - キノ（英語版）、アルゼンチンの漫画家（* 1932年）[215]
- 9月30日 - 枝広憲三、日本の実業家、元ティーエスアルフレッサ会長（* 1953年?）[216]
- 9月30日 - 月乃のあ、日本のアイドル、元ヲルタナティブメンバー（* 2002年）[217]